# Lluïsa Vidal i Puig
Lluïsa Vidal i Puig   (Barcelona, 2 d'abril de 1876 - Barcelona, 18 d'octubre de 1918), va ser una pintora catalana. Pertanyia a una família benestant i culta, que es relacionava amb l'ambient modernista de l'època.
El seu pare era Francesc Vidal i Jevellí, ebenista, decorador i fonedor, dedicat a l'art i als negocis. El seu avi matern era un compositor de Vic, Bernat Puig. Lluïsa Vidal va créixer en un ambient propici a les creacions artístiques. S'educà amb el seu pare, va rebre lliçons de Joan González (germà de l'escultor Juli González), d'Arcadi Mas i Fontdevila, del xilògraf Gómez Polo i a París, d'Eugène Carrière. Influiran en ella artistes com Rusiñol i Casas; Casas en el retrat i Rusiñol sobretot quant a solucions compositives.
Lluïsa Vidal va ser l'única dona de la seva època que es va dedicar professionalment a la pintura i l'única que va anar a París a estudiar. Quan torna de París s'afilia al grup de feministes catòliques liderades per Carme Karr. En aquest cercle es mogué des d'aleshores i molts dels seus retrats foren de les dones d'aquest entorn, de la seva família i d'amics.
Dona activa i compromesa socialment, visqué de la pintura i de les classes particulars que impartia en el seu taller del carrer Salmerón, avui Gran de Gràcia, que abans havia ocupat Nonell, i de les col·laboracions en revistes. Entrà en contacte amb tot el grup d'artistes europeus, fugitius de la guerra i establerts a Catalunya, i es convertí en una activa pacifista formant part del Comitè Femení Pacifista de Catalunya.
La seva participació en el món artístic s'inicià en els Quatre Gats, on fou l'única dona que va exposar. Col·labora a la revista Feminal, on il·lustrà contes de les millors escriptores catalanes del moment (Dolors Monserdà, Caterina Albert, Carme Karr, etc.). El 1910 s'incorporà a l'Institut de Cultura i Biblioteca Popular per a la Dona, creat per Francesca Bonnemaison, del qual fou presidenta del Tribunal d'exàmens i jurat de la secció d'art. També participà en el Patronat d'Obreres de l'Agulla, fundat per Dolors Monserdà, i en La Llar, la residència per a estudiantes i professores fundada per Carme Karr.
Va pintar molts retrats a la sanguina i a l'oli, una tècnica que sempre dominà excel·lentment, també escenes íntimes de gènere, així com paisatges i festes populars. La seva pintura ha estat considerada com a modernista pels tons de la seva paleta, per l'ús de la transparència lluminosa en els colors de fons i també per l'elecció dels temes. Juntament amb Joaquim Mir, Oleguer Junyent, Juli González, Xavier Gosé, Ricard Canals, Josep Maria Sert, Ramón Pichot i el jove Picasso ha estat inclosa dins la segona generació dels modernistes. Alguna de les seves obres, com el retrat de la muller de Miquel Utrillo, fou atribuïda a Ramon Casas. Sempre gaudí de bones crítiques, encara que la seva obra es qualifiqués de viril, qualificatiu positiu pels crítics de l'època.
Eren onze germans, nou noies i dos nois; una de les seves germanes fou parella de fet de Pau Casals i una altra es casà amb el filòleg i escriptor Manuel de Montoliu. Morí jove a causa de la pandèmia de grip espanyola a Barcelona.

## Biografia
Lluïsa Vidal i Puig va néixer el dos d'abril de 1876 al carrer de Trafalgar, número tretze; va ser la segona filla de Francesc Vidal i Jevellí i de Mercè Puig i Buscó, que van tenir dotze fills, deu noies i dos nois. El seu naixement va coincidir amb l'exhibició del primer moble d'estil Art Nouveau a la Gran Exposició de París. En aquells anys hi havia problemes amb la colònia de Cuba, es llegia Zola i Dostoievski, s'escoltava Richard Wagner, s'havia inventat el telèfon, el nacionalisme català creixia i la Renaixença estava en plena febre neogòtica eclèctica a Barcelona. Josep Vilaseca, Antoni Gaudí, Lluís Domènech i Montaner eren l'avantguarda i començaven a construir edificis. En aquells moments la resta de Catalunya contrastava enormement amb la resta d'Espanya. Respecte a Catalunya, van imposar una política restrictiva i autoritària. El moviment anarquista adquiria una força sense precedents a Europa.
Els pares de Lluïsa Vidal es van casar al maig de 1873 a l'església de Santa Anna de Barcelona. Es van instal·lar a la tercera planta d'un edifici nou del carrer de Trafalgar, a prop de l'obrador del seu avi patern i dels pares de la seva mare.

Francesc Vidal i Javellí Pintat per Simó Gómez Polo

El seu pare va ser un exquisit moblista que va millorar i consolidar la seva posició social després del seu matrimoni. Va estudiar a París i va obrir una botiga al passatge del Crèdit de mobles i objectes decoratius del seu propi obrador i també d'objectes d'art d'importació. Francesc Vidal treballava amb materials de primera classe, amb una artesania impecable i perfecció tècnica. Escollia personalment els treballadors per al seu obrador. L'obertura d'aquesta botiga va ser un esdeveniment important en la vida cultural de Barcelona, on la idea de decoració d'interiors era nova. Era fill de Lluís Vidal, un artesà exigent que tenia la seva ebenisteria al carrer Argenteria, 22. Considerat com el millor ebenista de la península Ibèrica, tenia un gran prestigi nacional i estava especialitzat en la fabricació de petits objectes de fusta exquisidament treballats. Francesc Vidal tenia una demanda creixent de disseny de luxosos interiors, li encarregaven la reialesa, el govern, les institucions i clients particulars. Quan Lluïsa Vidal tenia quatre anys, el seu pare ja havia redecorat dos dels principals salons del teatre del Liceu. Detestava anar i fer negocis amb Madrid. El rei Alfons XII li va demanar que projectés els nous dormitoris reials. Quan va néixer Alfons XIII la reina li va demanar que li fes el bressol. Era membre del Col·legi d'Ebenistes i de l'Ateneu Barcelonès i també va participar en la Fundació del Foment de les Arts Decoratives. Era membre també del Reial Club Nàutic de Barcelona, li agradava el mar i navegar. Es va associar amb Frederic Masriera i Manovens i van obrir sucursals a Madrid i a París, van prendre el nom d'Indústries Francesc Vidal i companyia.
Vidal destruïa els esbossos i els dibuixos originals per demostrar que els seus models eren únics, però conservava models fotogràfics de les seves obres. Va ser un participant clau en l'Exposició Universal de 1888, va fabricar els trons des dels quals la reina regent Maria Cristina i l'infant Alfons XIII havien de presidir els actes. També, va fer la decoració de l'interior de la residència privada de la família reial mentre estava a Barcelona. Al juny es va inaugurar el monument a Colom en el qual Francesc Vidal va col·laborar. L'èxit de l'Exposició Universal de Barcelona va animar Vidal a participar en l'Exposició Universal de Londres. Gaspar Homar va treballar en el seu taller.
La mare de Lluïsa va ser una incondicional admiradora dels èxits del seu marit, companya exemplar, dolça, sensible, refinada, virtuosa, ben educada i més ben instruïda del que era habitual. Estava dotada per a la música i era hàbil en totes les feines domèstiques; dominava l'alemany, el francès, l'italià, el castellà i el català. Es va criar en una llar molt religiosa. Era també una àvida lectora, intel·ligent i imaginativa. En els primers vint anys de matrimoni va tenir dotze fills. L'avi matern de Lluïsa Vidal era un prestigiós músic i compositor de música sacra. Mercè Puig va inculcar a les seves filles virtuts com ara l'obediència, la cortesia, la modèstia, l'elegància, el sentit del deure, la sociabilitat, l'esperit de sacrifici, la humilitat o una profunda fe religiosa, i va saber crear un càlid clima de convivència.
Els Vidal fan molts canvis de domicili, el primer el 1882, es traslladen a la part alta del passeig de Gràcia, a la planta noble del número 149. Francesc Vidal inculcaria els valors propis d'un artista que viu per al seu art als seus fills i també l'afany d'independència, destresa i ideals elevats. L'estimulació intel·lectual femenina es considerava inadequada i una pèrdua de temps en aquells moments. Vidal trenca esquemes, agafant fama d'artista excèntric que presumeix del talent de les seves filles. La norma de mantenir la dona i els fills a casa i apartats de la vida cultural de la ciutat no es complia a casa dels Vidal-Puig. Va inculcar als seus fills l'amor a allò que ell considerava els més elevats ideals: art, bellesa i música. Els fills van procurar complaure'l. El perfeccionisme de Vidal provocava diferents respostes entre els seus fills i un cert grau de competició.
Lluïsa Vidal era dormilega, enèrgica, generosa, afectuosa, independent i de vegades bastant extremista, els seus germans petits li deien «mamita». Tenia problemes de vista. El seu pare, després de tenir els seus primers fills, tots ells dones, potser no tenia gaires expectatives de tenir un noi i va dipositar totes les seves expectatives en la Lluïsa, a la qual veia com el seu hereu artístic. Des de molt joveneta anava amb el seu pare a l'obrador, on hi havia ambient de treball creatiu i laboriós, on els artistes i artesans es guanyaven la vida mitjançant un treball creatiu. Quan ella tenia dotze anys, el seu pare la va portar a l'Exposició Universal a Barcelona.

### Els primers anys de formació a Barcelona
La família Vidal eren membres de la societat filharmònica i tenien una llotja al Liceu. Anaven a tots els concerts que podien i també als privats. Les noies van començar molt aviat a estudiar piano i instruments de corda, cantaven bé i sabien de memòria totes les àries de les òperes italianes. Els seus mestres van ser, amb el temps, els més importants músics que donaria Catalunya, Enric Granados i Isaac Albéniz. Merceditas destacava en piano; Júlia en violí; Carlota i Rosina cantaven al cor de l'església i tenien veus de soprano. La més dotada per a la música era Frasquita. Pau Casals va entrar amb dinou anys com a professor a casa dels Vidal, més endavant es casaria amb ella. Les germanes Frasquita, Júlia i Merceditas Vidal formaven un trio musical, feien concerts a casa, però de vegades també en altres cases particulars. Carlota es dedicava a fer escultures de marbre amb el seu mestre l'escultor Manuel Fuxà i Maria es va dedicar a la literatura.
Francesc Vidal va procurar als seus fills els millors professors possibles, això no era el més normal a l'època. Les filles grans van aprendre idiomes, francès, alemany, italià, castellà i català, també història i literatura i el capellà de la família es va encarregar de l'educació religiosa. Les petites van anar a l'escola parroquial de les Corts, i després a la de Sant Gervasi, on van estudiar amb monges irlandeses. Això, en una època en què el 80 per cent de les dones eren analfabetes. Els nens també van anar a l'escola parroquial, però es van escapar i es van educar a l'obrador del seu pare. Frederic, l'hereu, tenia gran habilitat pel dibuix, Claudi, el petit, va créixer aviciat en una llar de dones i no va estar mai a l'altura de Frederic.
El pare de Lluïsa Vidal va confiar la preparació artística de la seva filla als qui considerava els mestres més interessants i dotats. Va demanar al xilògraf Enric Gómez, germà de Simó, que li fes classes de dibuix. Ella va descobrir que el que volia fer era pintar i el pare va recórrer al pintor Joan González, considerat un dibuixant extraordinari. Lluïsa Vidal va destacar sempre en la pintura, però també tocava el violí i cantava. Amb disset anys estudiarà pintura amb Mas i Fontdevila, considerat un dels millors pintors del període.
Lluïsa Vidal va viure en un ambient conservador on la dominació masculina era absoluta i la inferioritat de la dona era intrínseca; l'obediència era un deure sagrat de la dona que no tenia autonomia i la seva màxima aspiració era la maternitat. Tot això amb el suport de l'església catòlica.
Lluïsa Vidal coneix mossèn Jaume Collell als Dacs, una masia situada als afores de Vic, ciutat natal de l'avi Puig, on anaven a estiuejar. Jaume Collell era un enèrgic promotor catalanista a través de la premsa. Va fer amistat amb Lluïsa i seria el seu confident, encoratjador i corresponsal durant més de vint anys. També ho seria de les seves germanes Merceditas, Frasquita i Maria, però en menor grau.
La família passava els mesos més calorosos a Sant Gervasi, a la seva torre i a l'agost es traslladaven a Sitges fins a mitjans d'octubre i participaven en la vida artística de Sitges i de les amistats de les millors famílies. En aquells moments es feien les festes modernistes a Sitges que van ser iniciades per Santiago Rusiñol el 1892. Enric Morera i Viura va estrenar l'òpera La fada i també va dirigir l'orquestra d'un nou poema simfònic, interpretat i compost per Merceditas Vidal al piano.
El 1898 Lluïsa preparava a Sitges la seva primera exposició en companyia de la seva mare, la seva àvia materna i algunes de les germanes petites. Mentre Merceditas, Frasquita i Júlia Vidal amb el pare, als Pirineus, participaven en els concerts anuals que se celebraven a la casa de camp que tenia a Puigcerdà Salvador Andreu, empresari i farmacèutic, que va fer la seva fortuna gràcies al desenvolupament urbanístic del Tibidabo i les famoses pastilles per a la tos del Dr. Andreu. Andreu era amic dels Vidal, també un dels benefactors d'Enric Granados i un protector de les arts.
Eren freqüents els viatges a Vic i Alsàcia, país natal de l'àvia Buscó. Quan tenia setze anys Lluïsa va acompanyar al seu pare a Madrid; a l'Escorial va veure el retrat de Felip II, en aquell moment atribuït a Sánchez Coello, però fet per la gran pintora italiana Sofonisba Anguissola, dona del segle xvi, que el duc d'Alba havia portat a Madrid perquè fos pintora de la Cort. Aquesta història es repetiria amb Lluïsa quan algunes de les seves obres van ser signades i venudes com si fossin d'un altre artista, Ramon Casas. Per a Lluïsa l'única raó del seu viatge era visitar el Museu del Prado. Va ser el primer contacte amb l'obra dels mestres espanyols. Vidal li va remarcar els mèrits fonamentals del Francisco de Goya y Lucientes i Diego Velázquez, potser aquestes primeres visites van inspirar el desenvolupament d'un interès pel retrat, però també des del punt de vista professional conscient de les perspectives econòmiques d'aquest gènere. El director del Museu del Prado, Federico de Madrazo, va autoritzar la filla i el pare a estar al Museu tot el temps que volguessin.

### Inici de la carrera professional
Lluïsa Vidal va fer la seva primera exposició als Quatre Gats, l'any 1898; tenia vint-i-dos anys, i cap altra dona va exposar al llarg de la història del local. Segurament va formar part d'una de les exposicions col·lectives. Alguns autors dubten que hagués exposat als Quatre Gats, ja que els primers anys de professió estava molt dirigida pels punts de vista estètics i socials del seu pare. Més en la línia dels Masriera o del seu mestre Mas i Fontdevila, que es movien en un ambient més refinat i no en el marc bohemi en el qual s'emmarcarien els Quatre Gats.
La seva carrera artística professional la va començar l'any 1898 amb tres exposicions, dues de les quals exclusivament de retrats.
A l'abril va penjar tres retrats a l'oli a la IV Exposició de Bellas Artes e Industrias Artísticas de Barcelona. En aquesta exposició hi havia més de 2.000 obres; entre d'altres, obres de Casas, Rusiñol, Brull, Joaquim Mir i Trinxet, Ramón Pichot i Mas i Fontdevila. A la cerimònia de clausura, Lluïsa Vidal va ser guardonada amb una Menció honorífica pel seu quadre de Mossèn Collell. El retrat, així com les cartes i tots els dibuixos que ella li solia regalar pel seu sant van desaparèixer, segurament cremats a la Guerra civil.
A partir de l'èxit d'aquella primera exposició oficial els crítics van ressenyar seriosament el seu treball. Raimon Casellas, prestigiós crític de l'època, en una breu ressenya de l'Exposició publicada a La Vanguardia incloïa Lluïsa Vidal entre els artistes consagrats. Deia que el retrat de la Noia de Sitges «era tan desembarazado y simple de factura, tan sugestivo por caràcter y la expresión que ya lo quisieran para los dias de fiesta muchísimos pintores retratistas del otro sexo».
El crític del Diari de Barcelona, Miguel i Badia, afirmava que «ejecutados com una severidad y una sobriedad nada comunes en el dia, son los retratos de Luisa Vidal, que recomendamos a nuestros lectores por ser testimonio fehaciente del talento de la joven artista».
El novembre de 1898 va fer la primera exposició a la Sala Parés. La va preparar a l'estiu sota la direcció crítica del seu pare i de Mas i Fontdevila. L'acolliment que rebia era excepcional, pel fet de ser una dona. Lluïsa guardava retalls de diaris, premis, diplomes, etc.

### Estada a París
Lluïsa va ser l'única pintora espanyola de l'època que va anar a estudiar a París. Les dones no viatjaven soles. Es va instal·lar a París a primers de juny de 1901 a la pensió Durand, a prop del Boulevard Haussmann.
Primer va visitar el Louvre i l'exposició del Saló de París. Se sentia sola; el fet de conèixer artistes i visitar-ne els tallers li estimulava l'ambició artística, però també li soscavava la confiança en el seu propi talent. Un amic comú li va presentar Henri Léopold Lévy, un pintor acadèmic, i entre ells s'estableix una estreta i cordial relació. Lévy es converteix en el primer mentor de Lluïsa a París. Lévy coneixia molt bé les regles del joc i ella se sentia perduda entre tants artistes ambiciosos i amb de talent. Es matricula a la popular Académie Julian que tenia fama de ser l'única escola d'art per a dones seriosa de tot París i la més cosmopolita de les escoles alternatives. L'acadèmia basava la seva reeixida estratègia en tallers separats per a homes i dones, però regits pels mateixos principis, utilitzava models vius. Estava a prop de Montmartre. Era una escola privada fundada l'any 1873 per a preparar les exposicions del Saló o entrar en l'École des Beaux-Arts, patrocinada per l'Estat. Les correccions eren setmanals a càrrec de dos professors de Beaux-Arts, Henri Royer i Jean-Paul Laurens. Les alumnes de l'Escola de Julian solien ser estrangeres; la tarifa d'inscripció era dues vegades més cara per a les dones que per als homes, també l'obra de les dones se solia vendre molt més barata. El taller de dones el dirigia Amélie Beaury-Saurel, coetània del pare de Lluïsa Vidal, principalment era retratista, Lluïsa Vidal trobava la seva obra intel·ligentment executada, però freda i exagerada.
Lluïsa Vidal lestava acostumada a l'eficiència de l'obrador del seu pare i al funcionament regular de la llar i va quedar sorpresa per la ineficàcia del taller. Hi havia desigualtats entre les habilitats i el talent dels alumnes, es va trobar rodejada de principiants.
Baschet va revisar el primer treball de Lluïsa, va trobar que el color era fred, però li va dir que tenia qualitats i que es veia que coneixia l'ofici. Lluïsa treballava al taller vuit hores al dia i esperava la correcció de Laurens, però ell la va desqualificar sense miraments. Va durar un mes més i després va començar a buscar una alternativa. Benjamin-Constant era una possibilitat, però no tenia un taller, com en aquell moment era a Anglaterra va anar a l'estudi d'Henri Lévy, el qual li va aconsellar que fes estudis i que fins d'aquí a un temps no fes obres acabades. L'agost de 1902 es va traslladar a Anglaterra amb els Durand, on es va decidir a pintar a l'aire lliure. Va visitar els museus més importants; Joseph Mallord William Turner li va semblar exquisit i Millet magistral. Londres la va impressionar molt. Un cop de nou a París Lluïsa es dedica a copiar obres al Louvre i a les tardes copiava del natural, en un estudi que havia llogat per completar la seva formació. Més endavant torna a l'Acadèmia Julian sense entusiasme i demana una reducció de tarifa que no aconseguirà. Després d'això Lluïsa decideix estudiar amb Georges Picard i Eugène Carrière a l'acadèmia particular de Georges Humbert, director dels estudis femenins de l'Ecole del Beaux Arts. Els mestres d'aquesta acadèmia eren coneguts per la seva disposició a la crítica constructiva. Aquesta acadèmia li agrada molt més que la de Julian. L'ambient d'aquella escola era més apropiat per a Lluïsa, aquí s'exigia un ús més viu del color que en l'Acadèmica Julian. A Lluïsa Vidal li interessava aquesta Acadèmia per estudiar amb Carrière. Ignacio Zuloaga, Santiago Rusiñol, Ramón Casas i Miguel Utrillo havien passat pel seu estudi. Ella va sucumbir com molts altres a l'encant de Carrière, que recomanava sobretot senzillesa i li semblava que Lluïsa Vidal era massa traçuda. A París entra en contacte amb l'incipient moviment feminista europeu gràcies a la seva amistat amb les editores de La Fronde, un diari avançat per l'època, escrit i imprès exclusivament per dones professionals en actiu. Lluïsa Vidal va poder vendre obres a la Galerie Daunon. Amb una companya xilena de l'Académie Julian solien fer esbossos les dues juntes a la vora del Sena, encara que de vegades també treballava sola. Eugène Carrière va marxar de París cap a la fi de novembre de 1901 i va enviar a Georges Picard a l'Académie perquè el substituís. Picard li agradava, era deixeble de Gérôme i pintor intimista amb preferència pels nus. Picard va demostrar un gran interès pel desenvolupament artístic de Lluïsa Vidal i que el va portar al seu estudi; hi havia una considerable compenetració entre ells. La manca d'aprenentatge formal previ obligava Lluïsa Vidal a fer un esforç important durant les classes per recuperar el temps perdut. Per primera vegada va estudiar els valors, la relació dintre de la pintura entre la llum i les ombres. Coneixedora de les seves mancances Lluïsa Vidal va treballar intensament. Picard l'encoratjava. Ella informava el seu pare de les seves activitats, encara que ella ja s'havia forjat les seves opinions, es feia càrrec dels seus estudis, havia llogat un lloc de treball i controlava les seves pròpies finances. A mesura que passava el temps Lluïsa Vidal cada vegada era més independent. Va acabar el seu curs de tres mesos a l'Acadèmie Humbert cap a la fi de 1901. Mentre esperava la decisió del pare va visitar museus, va treballar copiant al Louvre i també al seu estudi amb un model. A partir de 1902 va assistir cada dissabte a conferències sobre història de l'art que impartia, a l'École du Louvre, Lafênestre, l'antic director del museu. Lluïsa Vidal torna a Barcelona cridada per la seva mare, ja que tres de les seves germanes estan malaltes i Maria estava treballant a Alemanya. En aquells moments Barcelona estava sacsejada per les vagues i els conflictes socials. Més endavant torna a París, però el seu pare li suggereix que continuí treballant pel seu compte i que no torni a l'Académie, ja que en aquell moment estan passant dificultats econòmiques. Per sort Picard es va brindar a continuar corregint les seves obres.
Lluïsa Vidal és l'única que no va tenir dificultats per obtenir diners quan era a l'estranger, no passava al mateix amb els seus germans, ni amb Frederic, ni amb Maria, ni després amb Claudi. Quan es va inaugurar el Saló, ela va anar a veure'l i els quadres de Joaquim Sorolla i Bastida la van aclaparar. Aquella primavera va rebre cartes, del seu pare i de Manuel Fuxà, desaprovant el tombant que prenia la seva pintura, cosa que li va desagradar molt. Però Picard la seguia encoratjant.

### De nou a Barcelona
A l'any de la seva estada la van cridar perquè tornés a Barcelona. Va tornar amb un munt d'obres.
Els Vidal aquell estiu van llogar una casa a Blanes, volien un lloc més tranquil i ella estava desitjant pintar el mar. La seva germana Júlia havia intentat casar-se amb Manuel de Montoliu tres vegades, però Francesc Vidal es va negar les tres a donar-li el consentiment. La família Montoliu també s'hi oposava. Júlia s'hi va casar de totes maneres i el seu pare li va prohibir tornar a casa.
Poc després que Lluïsa Vidal tornés de París la família Vidal es va instal·lar a Sant Gervasi, però va conservar al pis de passeig de Gràcia. La seva germana María va decidir quedar-se a Alemanya i el seu germà Frederic en aquells moments feia jornades de dotze i catorze hores a l'obrador, fet que demostrava l'indiscutible èxit dels seus projectes de vidre alveolat que havia estudiat a Anglaterra. Lluïsa va tornar amb ideologia feminista a Barcelona. L'incipient moviment feminista s'havia dividit en dues branques, l'obrera i la burgesa, però coincidien en les qüestions fonamentals. El líder de les treballadores era Teresa Claramunt i la de les burgeses era Carme Karr. Les diverses col·laboracions de Lluïsa amb les destacades i enèrgiques intel·lectuals Dolors Monserdà, Carme Karr i Francesca Bonnemaison van constituir un aspecte important i enriquidor en la vida de Lluïsa.
A partir de 1903, es dedica a preparar una exposició darrere l'altra. La revista Pèl & Ploma li va publicar quatre pintures i diversos estudis i dibuixos i va tornar a exposar a la Sala Parés, ocupant l'espai central. Al setembre de 1903 Pèl & Ploma va publicar vuit reproduccions de les seves obres més recents. La influència parisenca en les obres reproduïdes era evident per la diversitat de tendències.

### Moments difícils

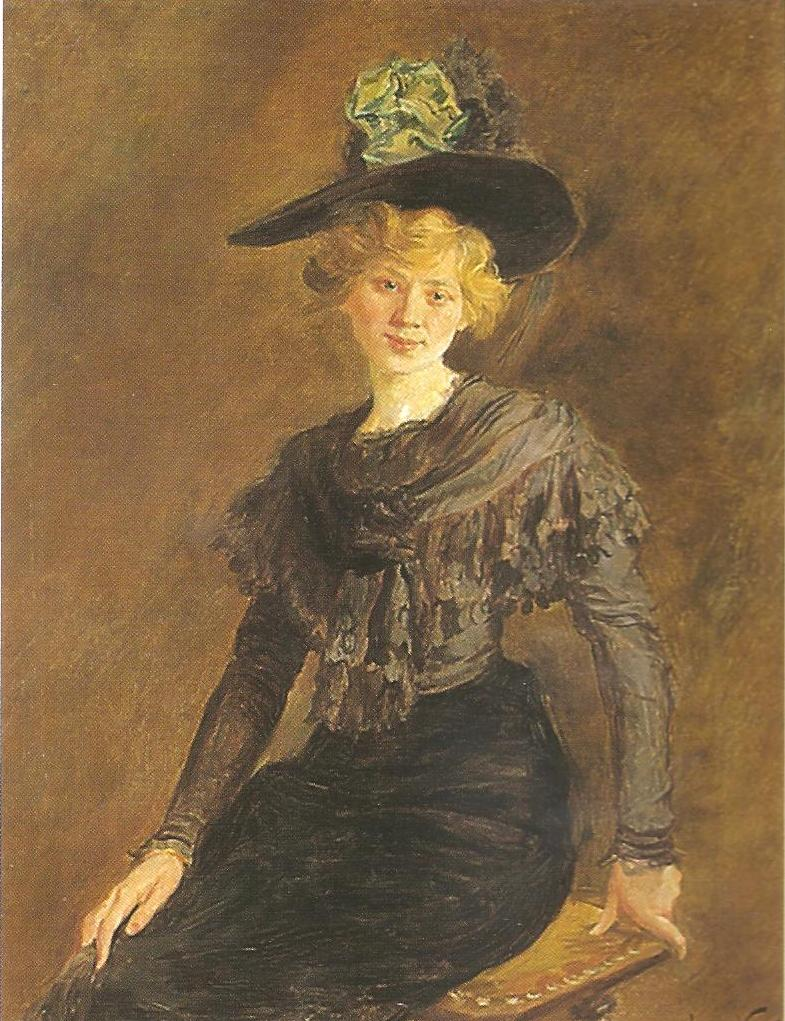
Carlota Vidal

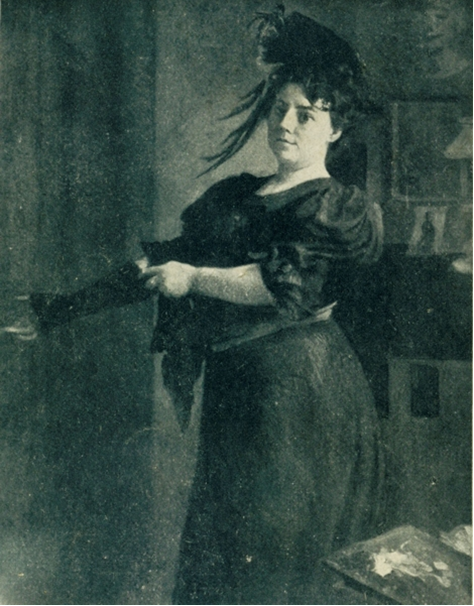
Posant-se la jaqueta

#### Professió i família
- 1905

El 1905 Carlota mor per la verola, quedant la família enfonsada per la tragèdia, sobretot el pare de la Lluïsa que se sent culpable per no haver deixat vacunar la seva família. Aquell mateix any envia un quadre al Saló de París que és rebutjat. Aquell estiu aniran a Blanes i Lluïsa aprofitarà per a preparar la pròxima exposició. Francesc Vidal es comença a comportar d'una manera irracional, reduint despeses a la llar i a l'obrador, es torna reservat i acusador. A primers de 1906 s'enfonsa físicament i mentalment. Al març d'aquell any Lluïsa participarà en una altra exposició col·lectiva de la Sala Parés en la qual exposarà tretze obres, pintures i estudis fets a l'aire lliure. L'exposició va aixecar controvèrsia a causa del retrat que li va fer a Maria Pella, la qual es disgusta per la manera com l'havia plasmada i li demana que la retiri de l'exposició, Lluïsa no accedirà a aquesta petició. El periodista Roviralta es refereix a Lluïsa com a exemple de la lluita de la dona en el diari republicà catalanista El Poble Català, amb el permís de Lluïsa.
A finals de primavera va exhibir dos olis de grans dimensions a l'Exposición general de Bellas Artes a Madrid. Les mestresses de casa, i també un retrat idealitzat de Carlota.
A començaments de la tardor Francesc Vidal va desaparèixer, el van trobar en una vella masia a Olot, febrós, incoherent i a prop del suïcidi. Les filles van anar a cuidar-lo, ja que no volia que la seva dona ho fes. Quan Maria torna a Alemanya, Lluïsa la substitueix; un altre cop la seva professió cedeix als condicionaments familiars. Mentre dura aquesta situació Frederic procura dirigir l'obrador i mantenir en secret l'estat del seu pare. Francesc Vidal donarà totes les culpes a la mare de les desgràcies de la família. Lluïsa defensa la seva mare, Francesc Vidal no l'hi perdonarà i l'apartarà de la seva vida. Lluïsa ajudarà a sostenir la família, aconsegueix força encàrrecs de retrats i es fa il·lustradora de la nova revista Feminal.
- 1907

L'any 1907 la família va llogar un pis a la tercera planta de la casa Ferrer-Vidal, un nou edifici modernista d'Enric Sagnier, al 269 del carrer Provença. Lluïsa passava molt temps a Blanes preparant exposicions. La família havia de mantenir l'aparença de burgesia pròspera, encara que passaven autèntiques necessitats econòmiques. Aquell canvi de circumstàncies va contribuir a accentuar la seva sensibilitat feminista i la va empènyer a l'acció social, dins dels límits de la seva posició i de les seves creences religioses.
Cap a la fi de 1907, el Círculo Artístic va organitzar a la Sala Reina Regente una exposició d'autoretrats patrocinada per la casa reial. Lluïsa, l'única pintora representada, hi va penjar l'oli intitulat Posant-se la jaqueta, valorat en 1.000 pessetes.
- 1908

Francesc Vidal torna d'Olot i va a viure a Sant Gervasi amb les seves germanes. Mercè intenta reconciliar-se amb ell sense èxit. Vidal continua reclòs, ignora la seva dona, però manté el domini sobre els fills. Quan es va sentir de nou fort per a tornar a l'obrador, el primer que va fer és despatxar Frederic, que al gener de 1908 es va embarcar cap a Buenos Aires i allà aconsegueix triomfar com a pilot de cotxes. Claudi en aquells moments es troba a Londres passant fam, ja que el seu pare no li envia diners. Júlia estava a Alemanya i Maria a Mannheim també amb greus problemes econòmics. Com amb el que feia no tenia suficient per cobrir les necessitats de la família, Lluïsa va decidir fer classes particulars d'art al seu estudi del carrer Provença. Degut a això la seva producció creativa es va ressentir.
- 1909

Frasquita es casa el maig de 1909 amb Felip Capdevila i Vidal li nega el dot. Lluïsa Vidal li regala un retrat seu titulat La violoncel·lista descansant.
Lluïsa torna a exposar a la Sala Parés al maig de 1909 junt amb Pepita Teixidor, exposa uns dotze quadres. Feminal dedica diverses pàgines a lloar l'exposició.

#### Activa i compromesa
La Setmana Tràgica va sembrar en el cor dels barcelonins un sentiment de divisió de classes més profund que mai. Lluïsa es va incorporar a l'Institut de Cultura i Biblioteca Popular per la dona, projecte de Francesca Bonnemaison de Verdaguer, fundat el febrer de 1909 per a ajudar les joves solteres de la classe obrera, o de la classe mitjana baixa sense mitjans, per a estudiar o adquirir una formació professional. Es pagaven quotes proporcionals als ingressos. El creixement que va tenir va ésser extraordinari. En el primer curs Lluïsa va ser presidenta dels tribunals d'exàmens i jurat de la secció d'art i va actuar com a consellera, crítica i jutgessa. Va fer amistat amb Bonnemaison.
Lluïsa i la seva família cada vegada eren més autosuficients. Després de cinc anys de malaltia i comportament erràtic, Francesc Vidal va reaparèixer amb un nou obrador a la Casa Fuster amb capacitat per a cent treballadors. Va començar a anunciar-se als diaris i als catàlegs de les exposicions. Però les relacions amb la família continuaven essent difícils. Claudi va tornar de Londres i va anar a treballar amb el seu cunyat Felip Capdevila. Lluïsa en aquells moments va participar en la Tómbola del Treball de la dona Catalana donant un quadre i també va participar amb la Tómbola que es va fer per Raimon Casellas donant un nu a la sanguina, aquesta darrera Tómbola la va organitzar la galeria d'art de Faianç Català per a recollir diners per a la vídua de Casellas i per fer-li un monument al difunt.

#### Una nova faceta professional: Educadora
- 1911

Al 1911 obre una acadèmia al Carrer Gran de Gràcia, a l'antic estudi d'Isidre Nonell. Impartia cursos de modelatge de guix, decoració, aquarel·la, dibuix i pintura amb models vius. Els cursos de tres hores diàries costaven cinquanta pessetes. Corregia tres cops per setmana els treballs de les seves alumnes. També feia cursos de dues hores, de dos quarts de nou a dos quarts d'onze tres dies a la setmana que costaven quinze pessetes, pensats per a principiants. Les classes d'onze a una es doblava el preu i Lluïsa contractava models per a les sessions d'aquestes hores. També feia classes individuals un diumenge si un altre no i generalment al juliol feia exposicions d'obres de les alumnes del seu estudi. A l'estudi tenia penjants els seus quadres, dibuixos, estudis, ventalls pintats, màscares... Lluïsa continuava pintant retrats.

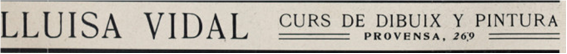
Curs de dibuix i pintura de Lluïsa Vidal

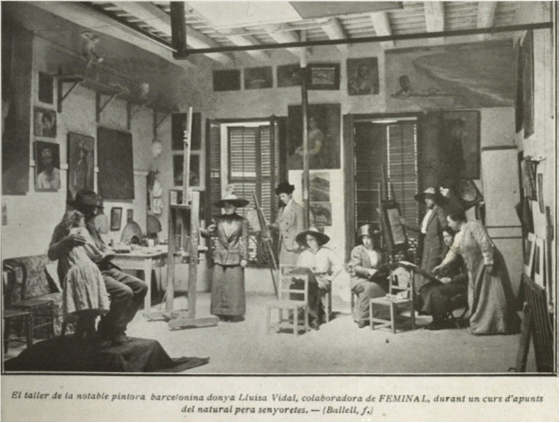
Estudi de Lluïsa Vidal

#### Il·lustradora
Lluïsa il·lustrarà el relat mensual de la revista Feminal durant els anys 1907 al 1915, amb això aconseguirà un ingrés regular, encara que insignificant. També va participar en l'incipient moviment feminista català i va col·laborar en esdeveniments culturals i socials i va dissenyar la bandera de la Federación Sindical de Obreras, que es va fundar el 1912, com un favor personal a la fundadora i amiga de Lluïsa, Maria Domènech de Cañellas.
- 1913

El gener de 1913 Frederic després de cinc anys va tornar a casa, havia triomfat com a pilot de cotxes a Sud-americà. Va ocupar el lloc del pare a la feina, no sense que aquest intentés fer-li la vida impossible. Lluïsa es va sentir alleugerida pel fet de poder compartir una part de responsabilitat familiar amb Frederic.
Marta treballava de secretària i Rosina feia de bibliotecària en la Biblioteca de Catalunya, amb això es cobrien les seves despeses.
En reconeixement de la contribució al naixement del modernisme el col·legi d'Ebenistes li va ver un homenatge públic a Francesc Vidal, que ell no va valorar en aquell moment.
Després de molta polèmica l'Ajuntament li encarrega un retrat a l'oli de Josepa Massanés. Per aquest encàrrec va cobrar 1.500 pessetes. És el primer retrat femení que es va incorporar a la Galeria de Catalans Il·lustres.
- 1914

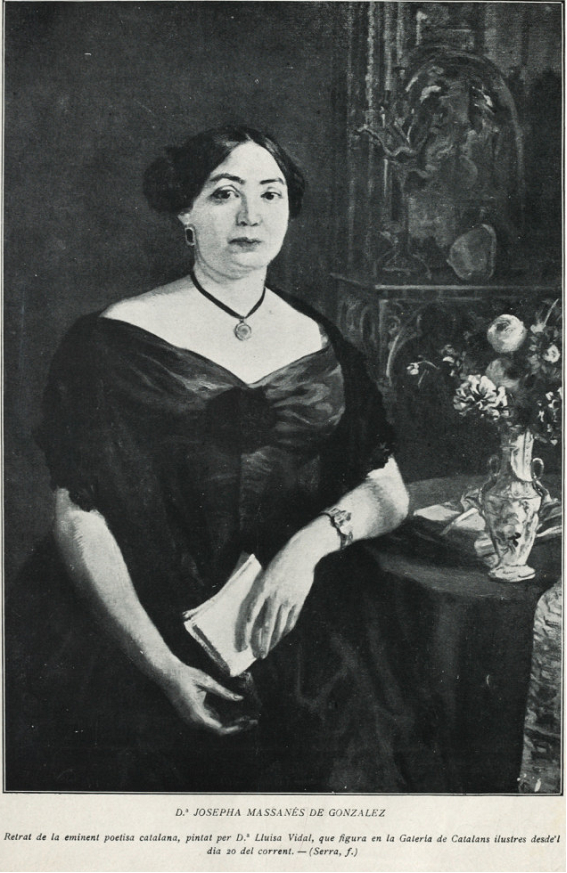
Retrat de Josepa Massanés

A la primavera de 1914 fa una exposició a la Sala Parés, la premsa de Barcelona en aquest moment la tracta d'”il·lustre dama” i “celebrada artista”. L'exposició va ser considerada un gran èxit. Carme Karr, sota el pseudònim de Joana Romeu amb el qual escrivia a la revista Feminal, manifestava la seva indignació pel tractament tan sexista que rebia a la premsa.
El 30 d'octubre de 1914 mort Francesc Vidal, d'una obstrucció intestinal, amb seixanta-sis anys. L'herència es va dividir en catorze parts iguals.
- 1915

Lluïsa se subscriu a la revista d'art de Folch i Torres Vell i Nou i a la moderna galeria d'art de Josep Dalmau i Rafel. A la primavera de 1915 envia a Madrid per l'Exposició Nacional de Pintura, Escultura i Arquitectura dos olis titulats Otoño y primavera i A pleno sol.

#### Col·laboradora en la causa pacifista
Durant la primera Guerra Mundial dona suport a la causa pacifista. El 1915 en una reunió a l'Ateneu Barcelonès les feministes catòliques van fundar el Comitè Femení Pacifista de Catalunya i Lluïsa s'hi va incorporar com una de les vocals.
- 1906

A l'octubre de 1916 es fa la Tómbola pel monument de Pepita Teixidor, Lluïsa dona obra de la Sala Parés. El monument s'erigeix al Parc de la Ciutadella.
- 1918

A la primavera de 1918 la grip va causar milers de morts a tot Europa, no hi havia tractament contra la malaltia i el 12 d'octubre va fer testament deixant el seu patrimoni i les seves possessions a les seves germanes solteres. No va poder fer constar la seva professió, ja que als documents legals espanyols no figurava la professió de les dones.

## Obra
Lluïsa Vidal es va especialitzar en els retrats, les escenes íntimes de gènere, els paisatges i les celebracions populars pintades a l'aire lliure. La seva pintura ha estat considerada com a modernista pels tons de la seva paleta, per l'ús de la transparència lluminosa en els colors de fons i també per l'elecció dels temes.

### Visió, influències i crítica

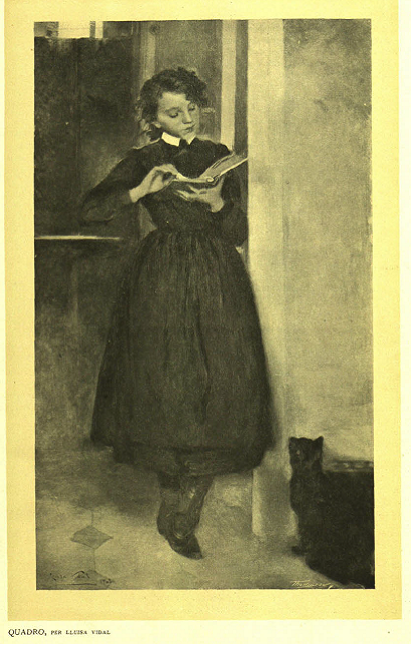
La nena del gatet negre

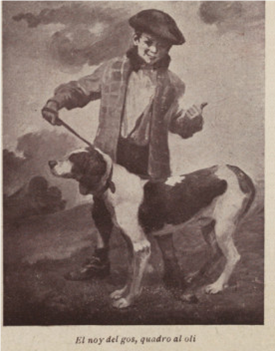
El noi del gos

Lluïsa pertany a la segona generació d'artistes modernistes. Aquest moviment va ser eclèctic i individualista, alhora que modern i intrínsecament català.
Cirici Pellicer va dir que Lluïsa Vidal va aportar al moviment l'única visió artística femenina, i que va ser força semblant a la de Berthe Morisot dins del moviment impressionista de França.
Com que les dones no podien cursar estudis oficials, no podien disposar dels models que hi havia a les escoles i Lluïsa va fer servir els seus germans molt sovint, però aquests models eren impacients i havia de treballar amb rapidesa, per això moltes vegades utilitzava sanguines.
La seva pintura reflectia poder d'observació com a artista i com a dona, la seva obra en general té intensitat pictòrica i una mirada directa.
Encara que Lluïsa coneix la producció dels nous artistes del moment, l'entorn en el qual es mou és el dels pintors de la Sala Parés. Aquí va fer exposicions durant tota la seva vida professional. La producció plàstica de Lluïsa Vidal es movia dins de la tradició modernista moderada. Únicament Lluïsa Vidal i Pepita Teixidor van desenvolupar la seva tasca de pintores exposant regularment i van tenir una clientela fidel. Pepita es va dedicar a la pintura de flors, un gènere considerat femení i Lluïsa va haver de recórrer a l'ensenyament per completar els guanys que obtenia com a artista.
El 1898 la Sala Parés va organitzar una exposició d'obres fetes exclusivament per a “señoras y señoritas”, en la qual Lluïsa va decidir no participar. No s'identificava amb la sensibilitat femenina de la pintura floral, ni l'interessaven especialment els paisatges, encara que en pintava. A Lluïsa també li agradava treballar a l'aire lliure. No hi havia res d'aficionat en la seva manera d'enfocar l'art. El seu pare li havia inculcat uns trets considerats masculins en l'època, capacitat de treball, competitivitat, pensament independent i gust artístic. Vivia en un entorn d'intercanvi artístic constant. La seva energia i qualitat va fer que els seus col·legues masculins l'acceptessin. Va ser l'única dona amb prou talent per ser admesa als Quatre Gats, però els seus dots sempre es van etiquetar com a masculins.
Tots els professors que Lluïsa va tenir a París s'havien allunyat d'una manera o altra de la tradició artística a partir d'indagacions pròpies, això va afavorir que Lluïsa conegués plantejaments pictòrics diversos. Totes les influències es poden reconèixer en la pintura de Lluïsa, els temes escollits, la tria cromàtica i l'ús vibrant dels colors de Mas i Fontdevila. Les tonalitats més ombrejades de Carrière i els fons fluids i les pinzellades les va aprendre dels grans mestres espanyols, sobretot de Diego Velázquez. El seu aprenentatge va ser heterogeni.
El seu retorn de París el 1903 li va representar una certa consagració, la influència parisenca era evident per la diversitat de tendències.
A l'octubre de 1903 va exposar a la Sala Parés deu olis i dos dibuixos a la sanguina. Els crítics un cop més van alabar a Lluïsa pel seu extraordinari talent masculí. Van aplaudir l'excel·lència i la varietat de la pintora, la creació d'art superior mitjançant un domini tècnic absolut, la fermesa del dibuix, i la força i la veracitat del color. El crític Raimon Casellas publica un article a La veu de Catalunya en el que dedica comentaris molt positius a Lluïsa en els que comentava la magnífica impressió que li havia causat el virtuosisme del seu art. Però també la critica per no descobrir-se a ella mateixa, sinó a altres pintors. Lluïsa el que volia demostrar en aquells moments era la seva versatilitat artística. Tot el que havia exposat a la Sala Parés formava part de les noves tendències acceptades per l'art francés.
Per Casellas el quadre que va considerar la clara demostració de talent i el caràcter de Lluïsa va ser La nena del gatet negre, té moltes qualitats que el fan atractiu, la resolució dels espais interior i exteriors, això també es pot observar en altres quadres com Les mestresses de casa o la Maternitat. És interessant pel tractament de la perspectiva, la llum i l'ombreig. Els interiors tenen un joc de llum i ombra a través dels corredors, portes mig obertes o mig tancades, que donen a altres portes o a altres finestres, semblen representar una visió personal de Lluïsa en la frontera de l'interior a l'exterior o viceversa.
Les pintures exposades a la Sala Parés van resultar sorprenents per la seva modernitat. Lluïsa tenia intenció de vendre les seves obres.
Al març de 1906 any Lluïsa participarà en altra exposició col·lectiva de la Sala Parés en la que exposarà tretze obres, pintures i estudis fets a l'aire lliure. Casellas aquesta vegada va confirmar l'evolució de la individualitat de Lluïsa, considerant-la una pintora seriosa, va trobar la seva obra més elegant, més simple, més directa, però sobretot més personal. L'exposició va ser un èxit i Lluïsa va vendre uns quants quadres.
A finals de primavera va exhibir dos olis de grans dimensions a l'Exposición general de Bellas Artes a Madrid. Les mestresses de casa, dinàmica escena de gènere, dues joves somrients fent tasques domèstiques, pel qual va obtenir una menció honorífica. I també un retrat idealitzat de Carlota.
Lluïsa va obtenir una medalla de segona categoria a la V Exposición Internacional de Arte de Barcelona, que tingué lloc al Palacio de Bellas Artes per l'obra a sanguina El niño con su perro.

### Retrats
Els seus retrats ja van destacar en les primeres exposicions, la crítica va ser unànime en elogiar-la.
Els seus clients van ser entre d'altres: Maria Luisa Güell, Mossèn Jaume Collell de Vic, Carme Karr, Caterina Albert (Victor Català), Dolors Monserdà, Margarida Xirgu, Ricard Canals, Manuel Fuxà entre d'altres.

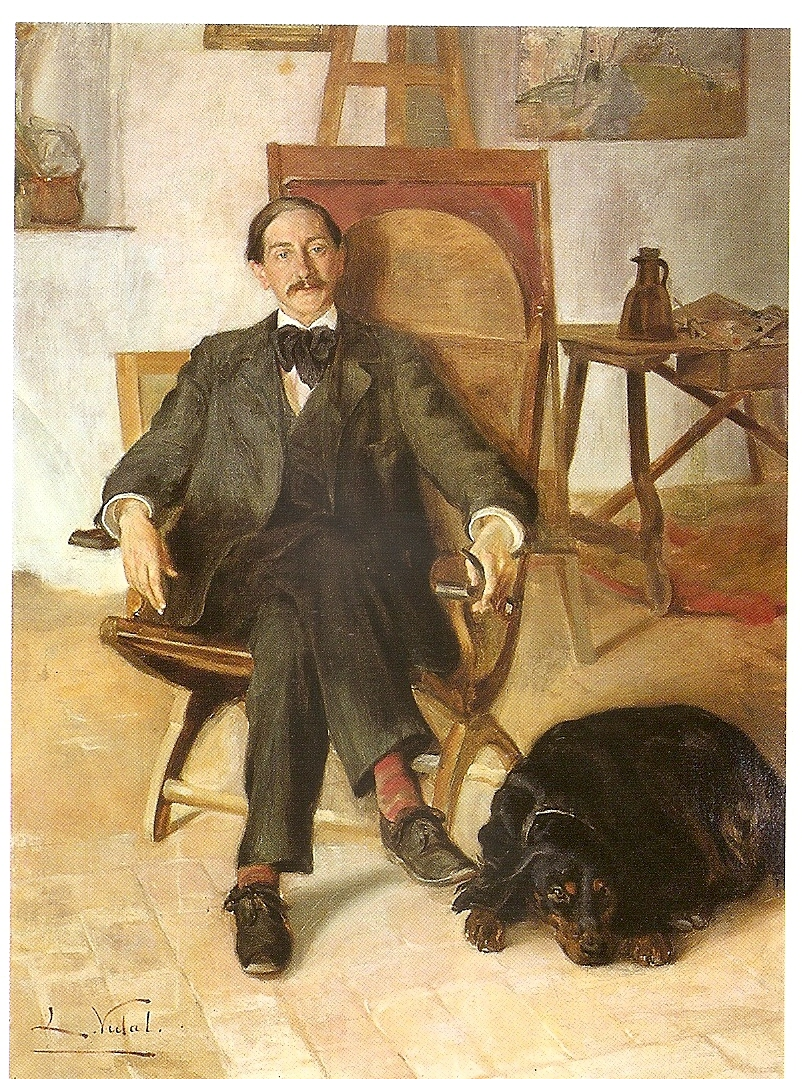
Ricard Canals, c. 1907-1918
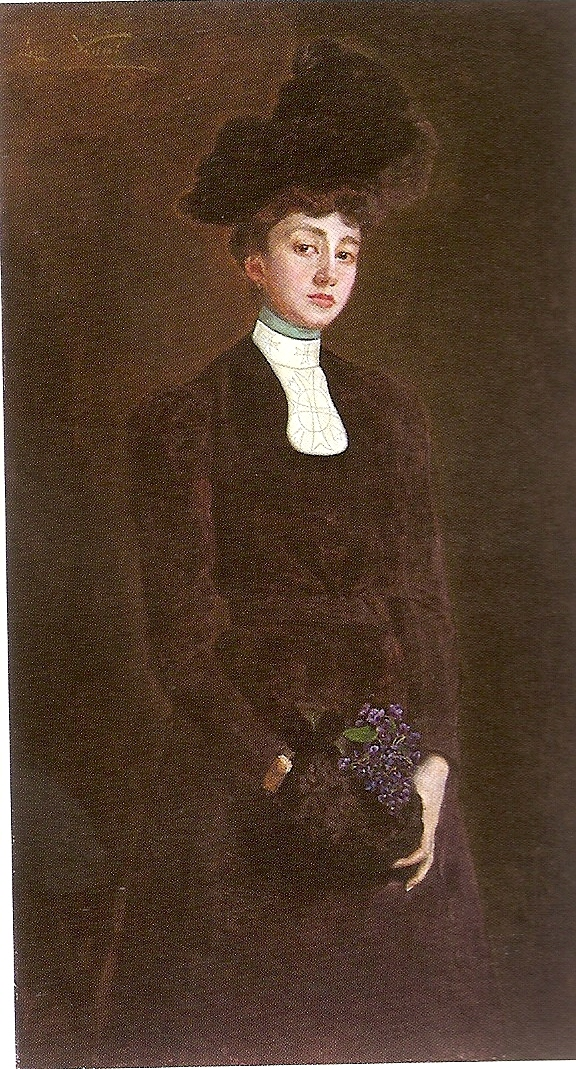
Maria Luisa Güell i López, 1900
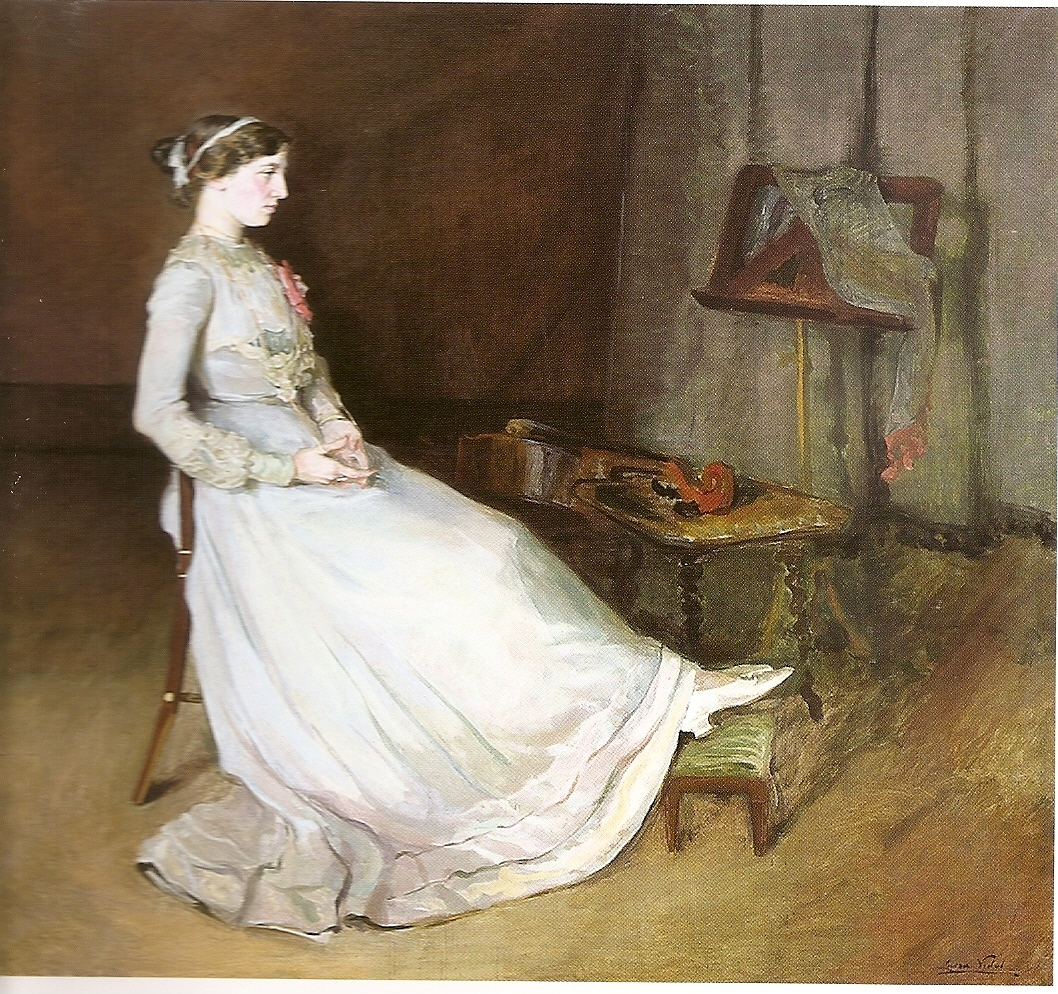
Francisca Vidal, germana de Lluïsa, 1909
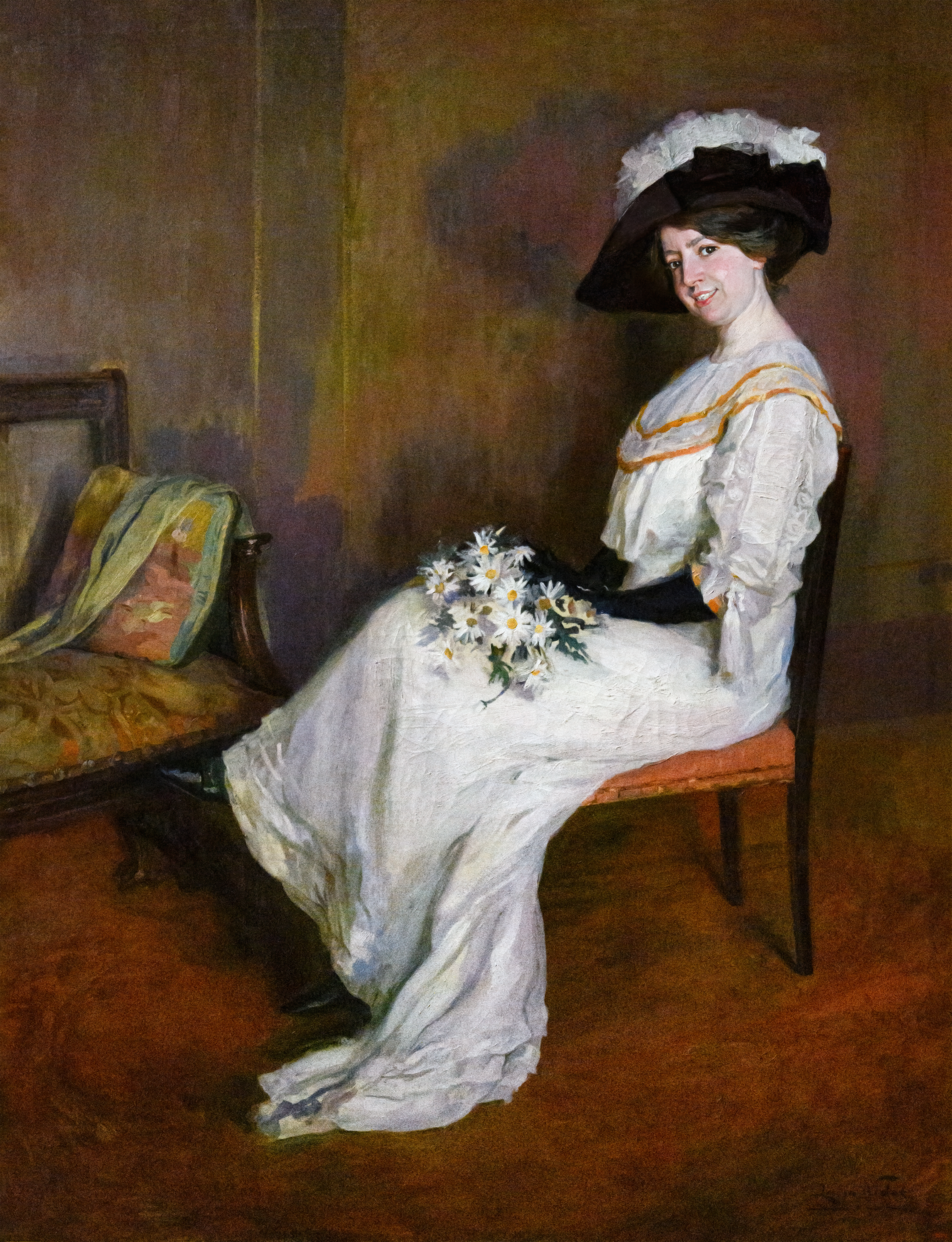
Marta Vidal, germana de la pintora, 1909

Lluïsa va pintar un retrat de Dolors Vidal, esposa de Miquel Utrillo, director de Pèl & Ploma, posteriorment aquest retrat es va atribuir erròniament a Casas. Hi ha evidents paral·lelismes entre la pintura de Lluïsa i la de Casas. A l'obra dels dos es pot observar la influència de Diego Velázquez, la de Sargent, Whistler i Manet posteriorment. Lluïsa tenia menys oportunitats professionals i pintava el seu entorn femení més limitat, el món íntim de la família i amics. La cotització de Casas va créixer sense parar, però la pintura de Lluïsa no va ser mai cobejada.
Com a dona tenia dificultat per treballar amb models, per això la majoria eren els seus familiars més directes.

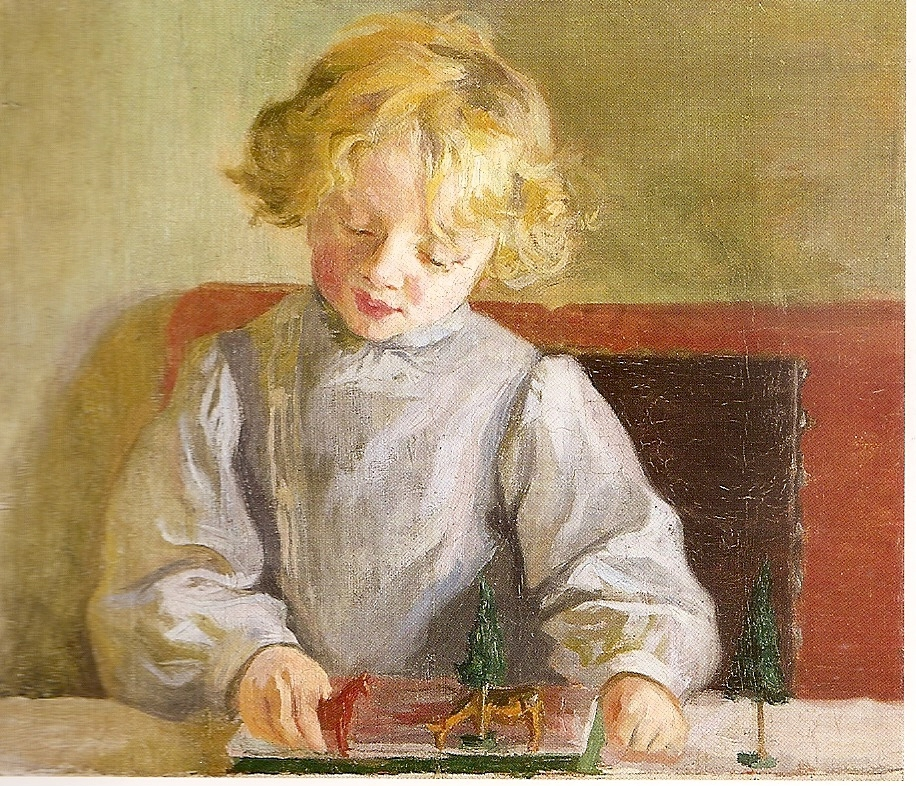
Marcel Montoliu i Vidal, nebot de Lluïsa Vidal
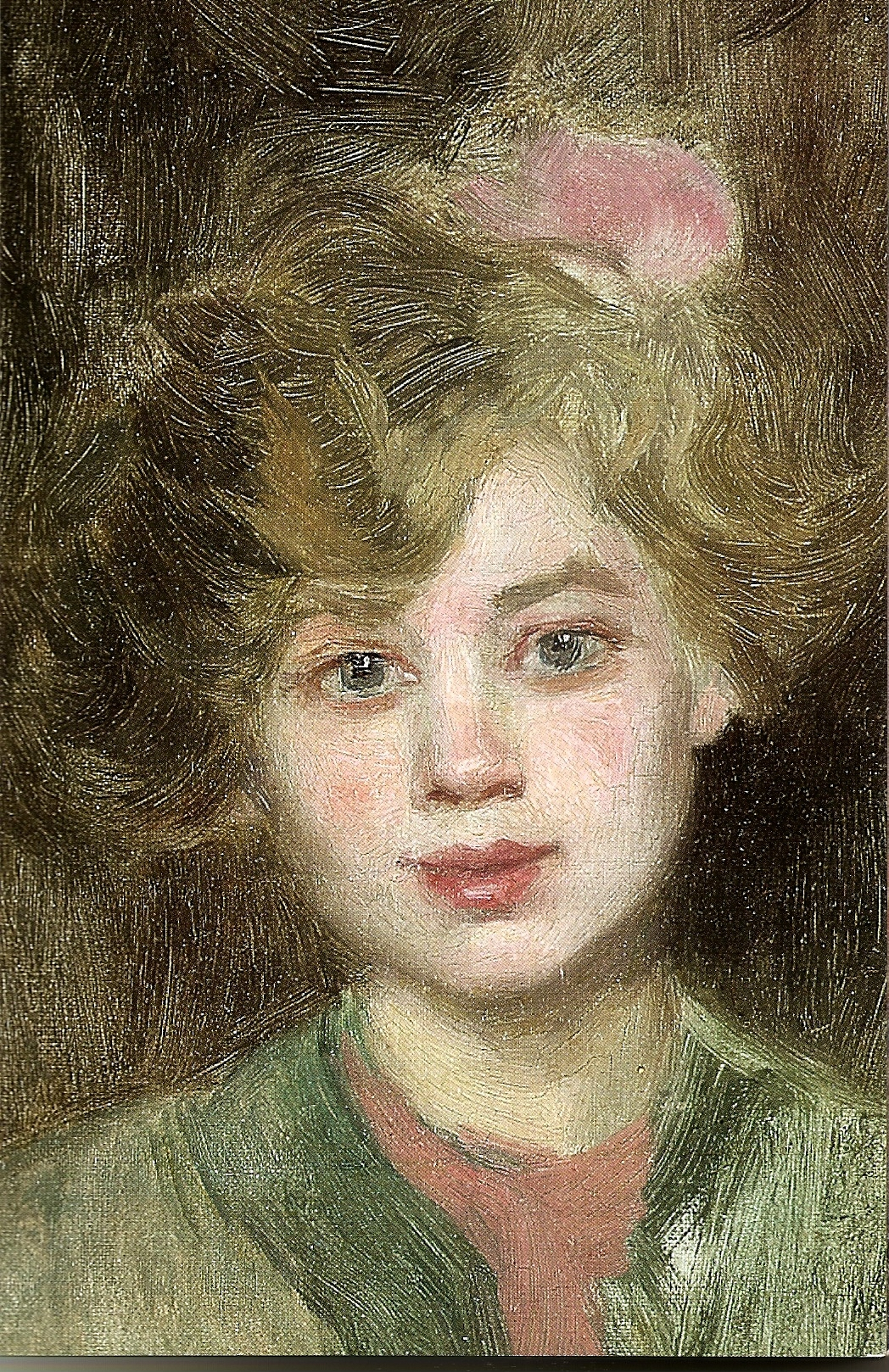
Carlota Vidal, germana de la pintora, 1903
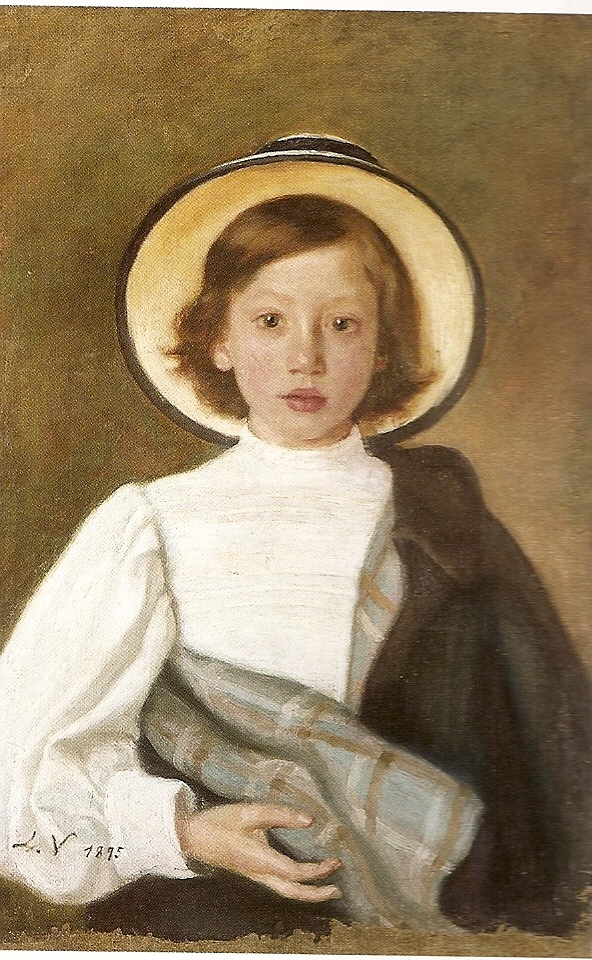
Frederic Vidal, germà de la pintora, 1895
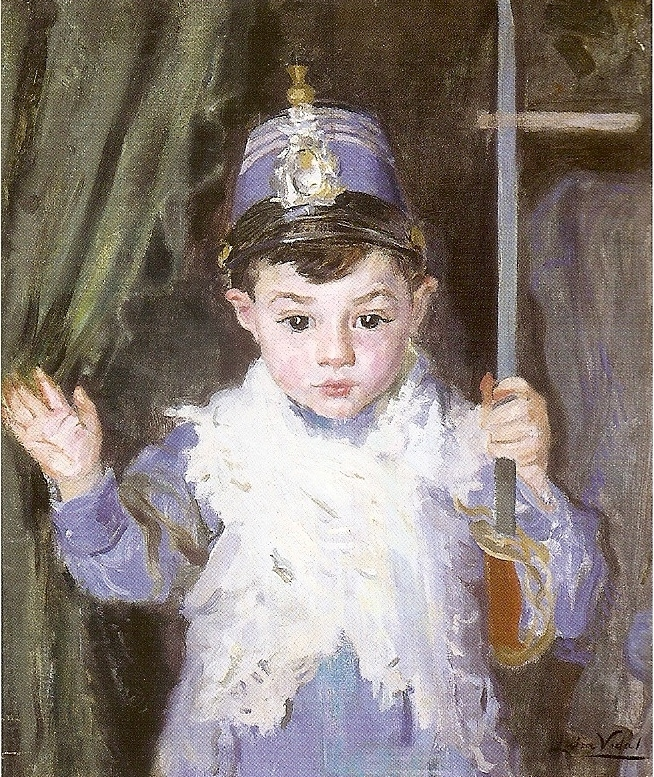
Sense títol, 1903-1905

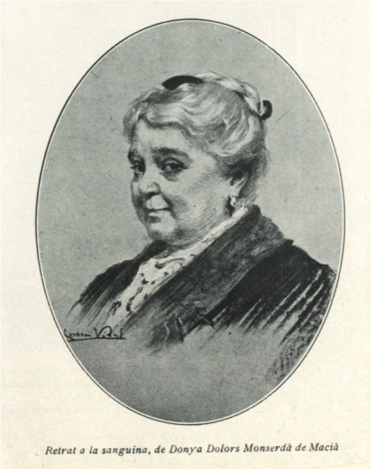
Sanguina de Lluïsa Vidal de Dolors Monserdà

Dolors Monserdà representa un personatge femení excepcional, polifacètica, narradora, escriptora, periodista, organitzadora i reformadora social, però sovint es representa sota la imatge del conservadorisme. El pinzell de Lluïsa Vidal va captar les ambivalències, les contradiccions i la transgressió de Dolors Monserdà en els seus retrats més tradicionals. Però en el dibuix dels anys 1908-09 la retrata entre dues figures femenines nues, que representen dones guerreres.

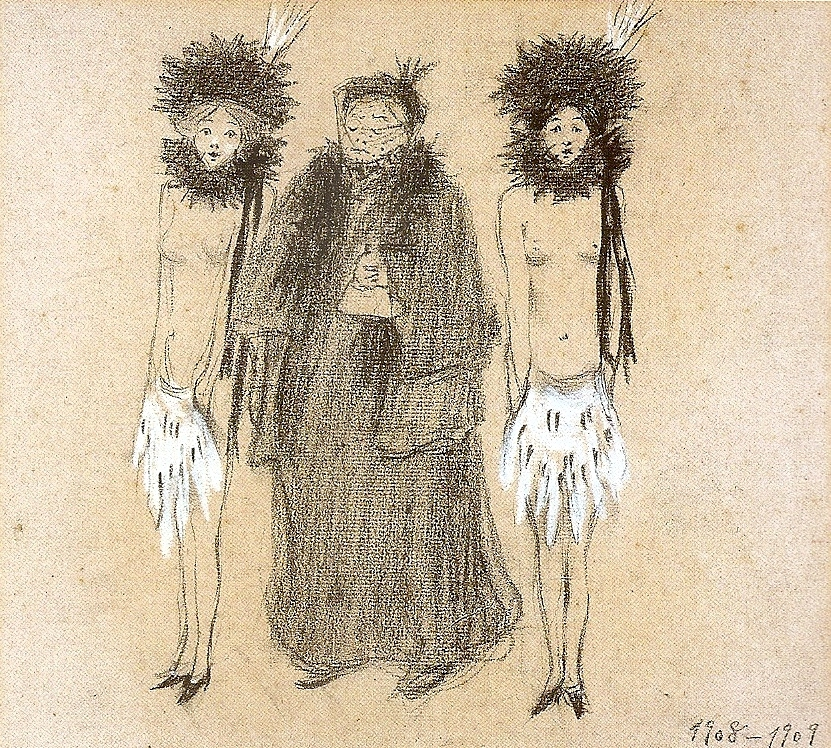
Les guerreres, 1908-1909.

Lluïsa coneix el diari La Fronde i l'entorn del feminisme parisenc, per tant la intenció d'aquest dibuix potser era representar la capacitat de confrontació i transgressió de Dolors Monserdà.
Molts dels encàrrecs que va rebre posen en relleu el reconeixement públic i plenitud professional.
Autoretrats
Té tres autoretrats coneguts, cadascun en una posició diferent. El primer és una declaració d'intencions, vestida amb bata, davant del cavallet, amb la paleta i el pinzell. La mirada és directe i concentrada i té una actitud professional. El segon és un dibuix a carbó. El tercer, titulat: Posant-se la jaqueta de 1908, la pintora a l'estudi es prepara per marxar després del dia de treball. A la fi de 1907, el Círculo Artístic va organitzar a la Sala Reina Regente una exposició d'autoretrats patrocinada per la casa reial. Lluïsa, l'única pintora representada, hi va penjar l'oli intitulat Posant-se la jaqueta, valorat en 1000 pessetes. Els crítics els van lloar perquè era un quadre ple de vida, pintat amb energia i llibertat. Acabava de fer trenta anys, pleneta i elegant, és l'artista que es disposa a sortir de l'estudi. No hi ha satisfacció a la seva expressió, no és alegre el que l'espera. Està feta en tons foscos, els tres espais verticals de la composició la situen al centre, la paleta i els quadres representen l'àmbit segur i ple, per altra banda la porta fosca l'espera.

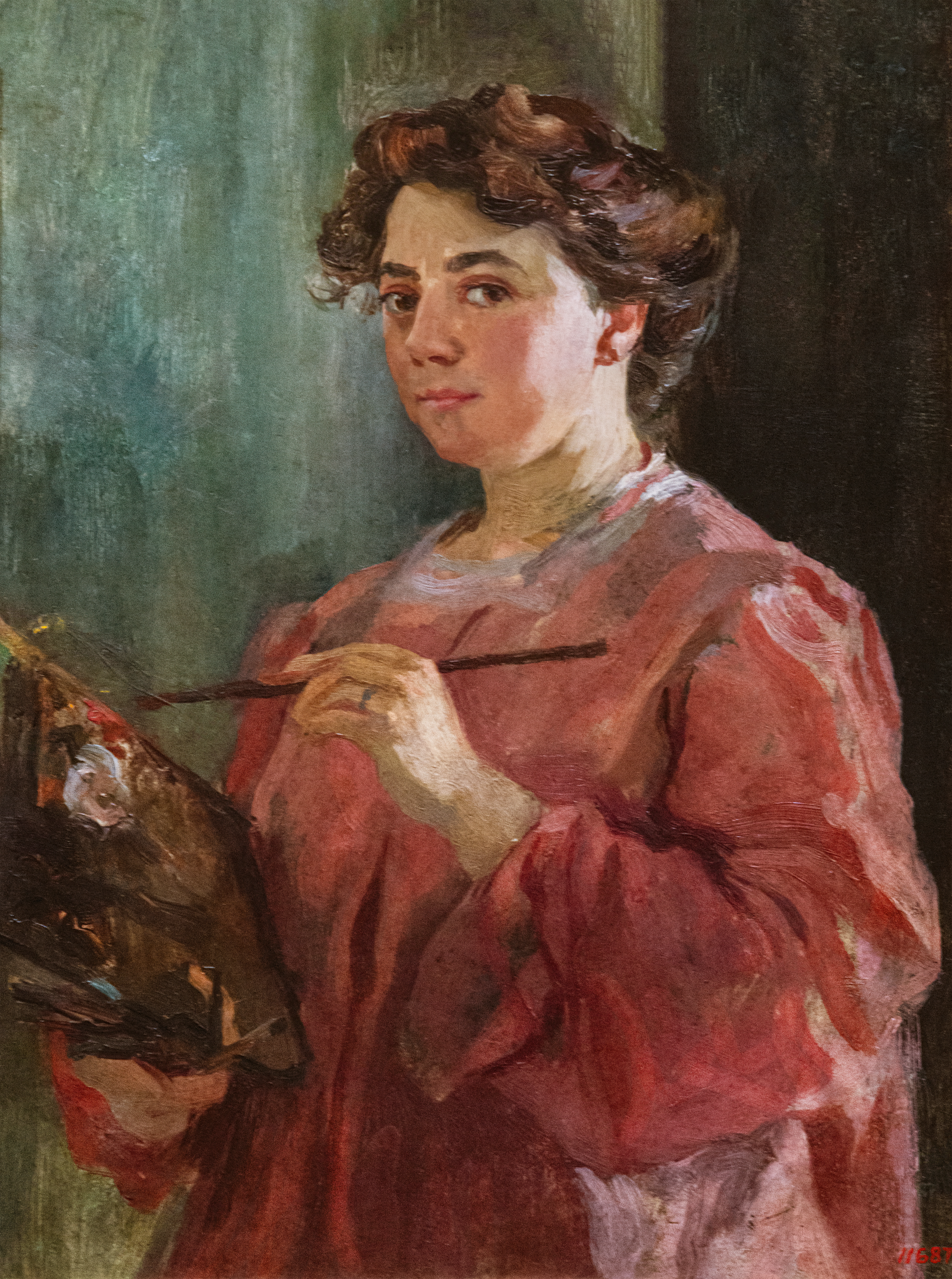
Autoretrat Lluïsa Vidal, c. 1899
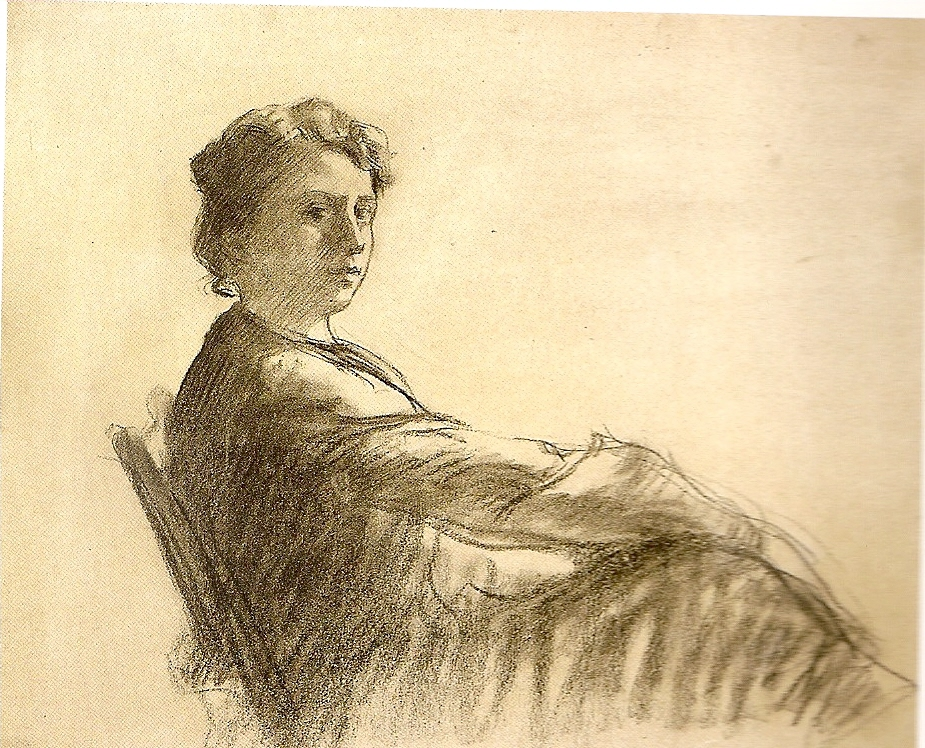
Autoretrat Lluïsa Vidal, Carbó sobre paper
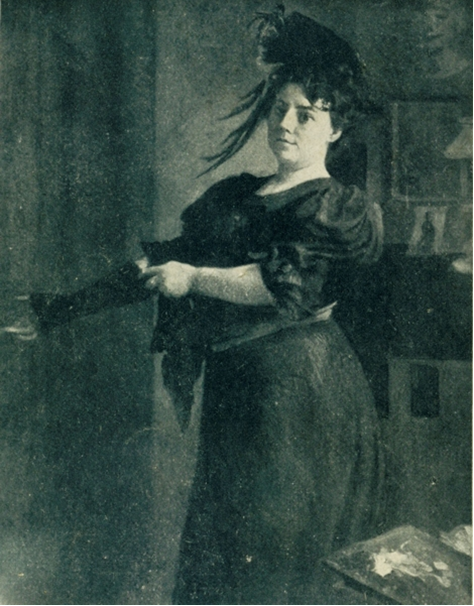
Autoretrat Lluïsa Vidal, Possant-se la jaqueta

### Escenes de gènere

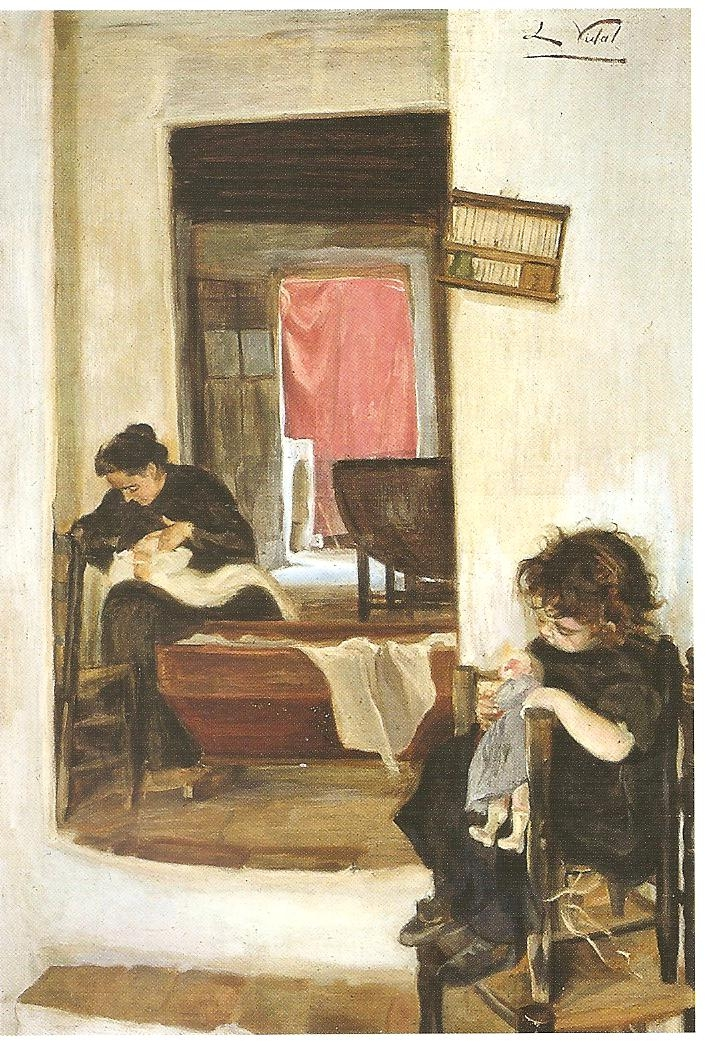
Maternitat, c. 1897

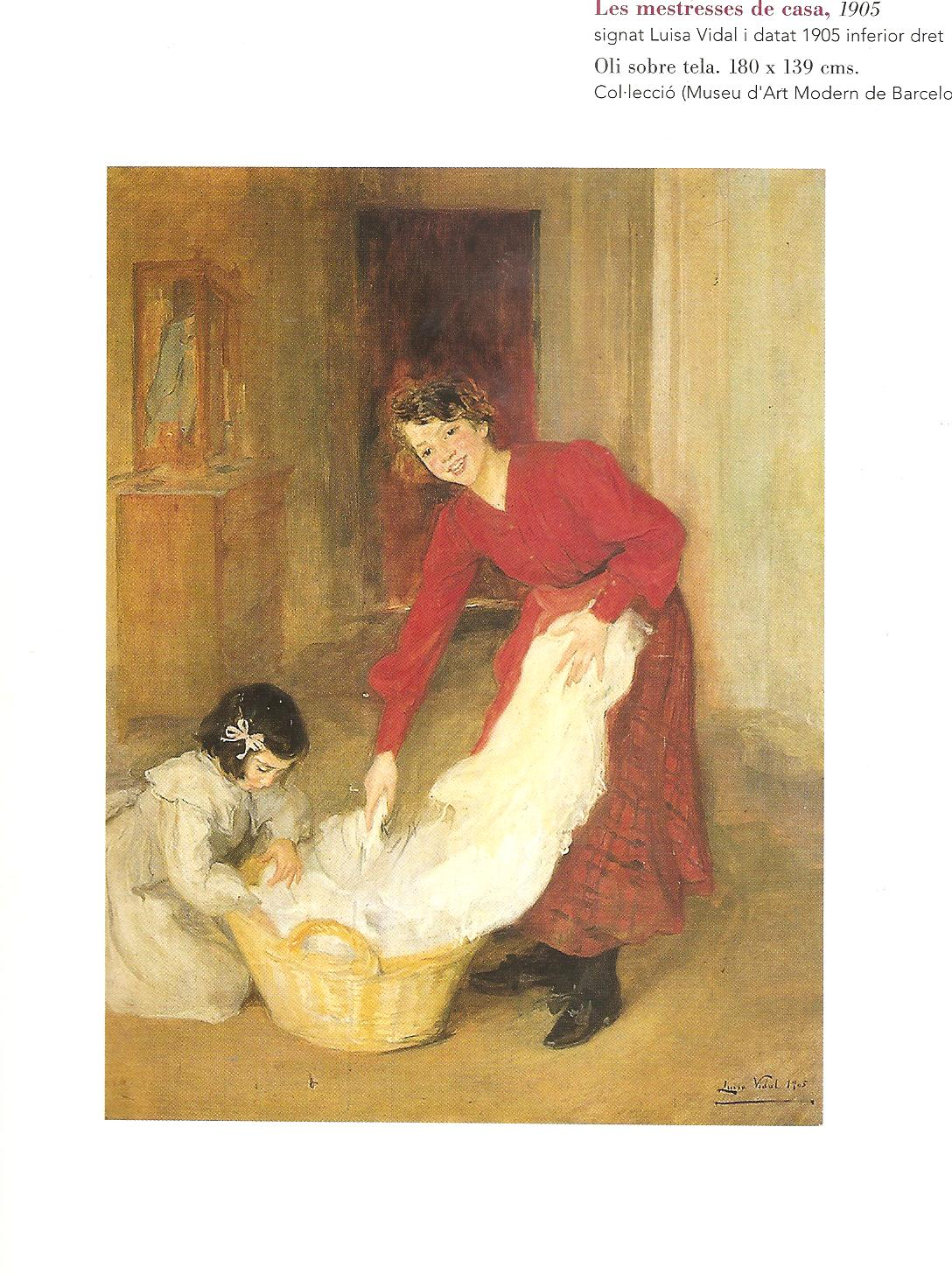
Les mestresses de casa, 1905

Lluïsa també va pintar costums locals, festes tradicionals, celebracions religioses i activitats de lleure. Fragments de la vida quotidiana, que són viu retrat de l'època. Va retratar les tasques femenines més tradicionals. Ho va transmetre amb naturalitat, però plenes de calor i llum. Va mostrar noies estudiant, sortint al carrer, pintant o llegint, activitats modernes i avençades per l'època que posaven al descobert l'entorn progressista en què vivia i treballava.

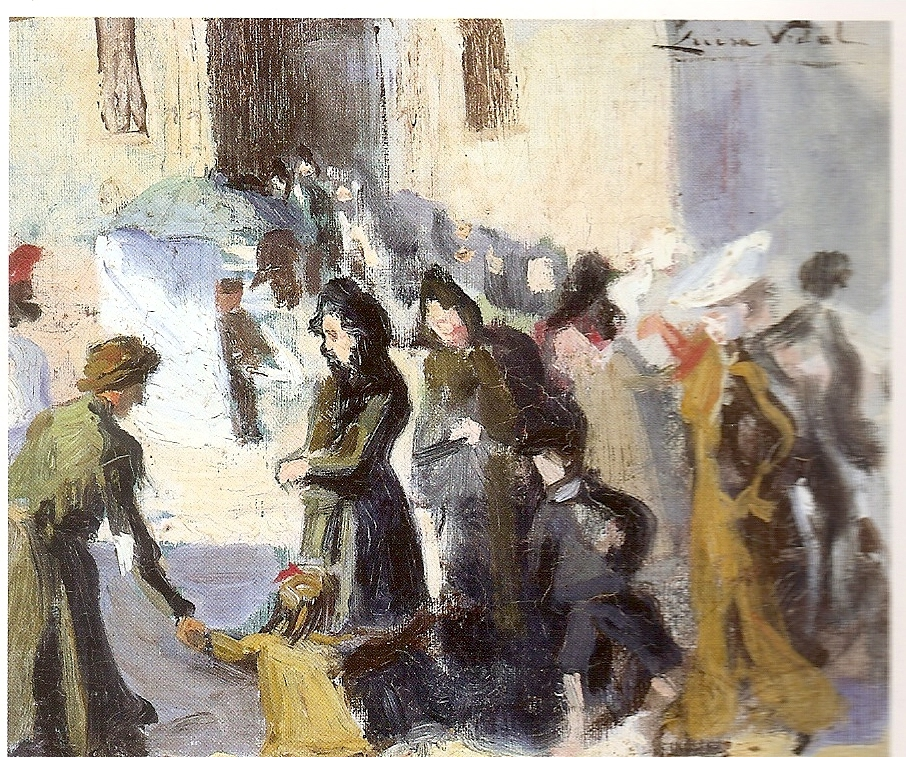
Tornant de misa, c. 1909-1918
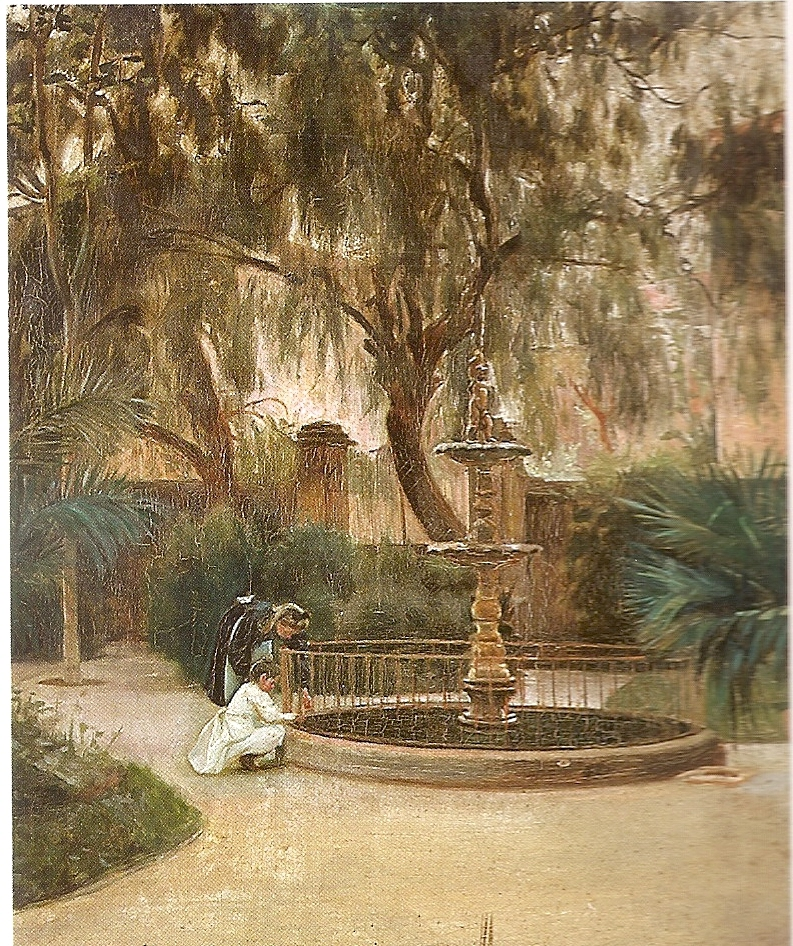
Sense títol, c. 1890-1900
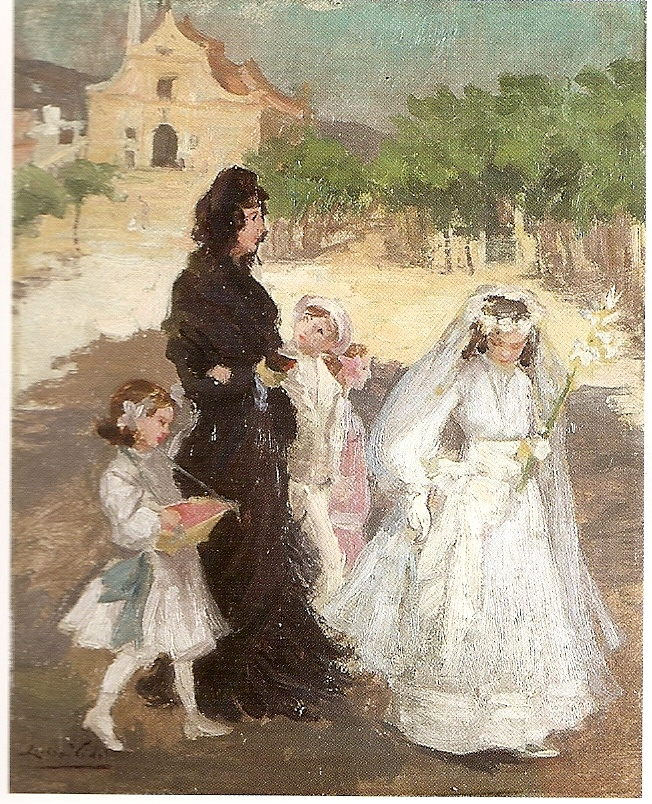
Primera comunió, c. 1909-1918
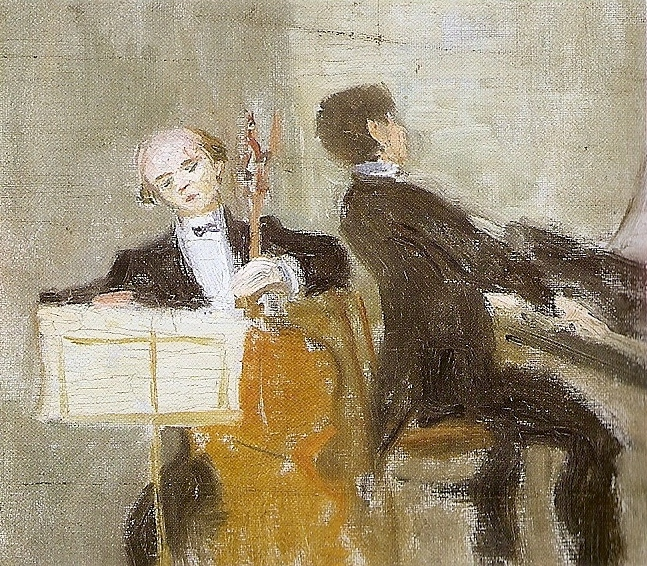
Pau Casals i Enric Granados, c. 1911-1914
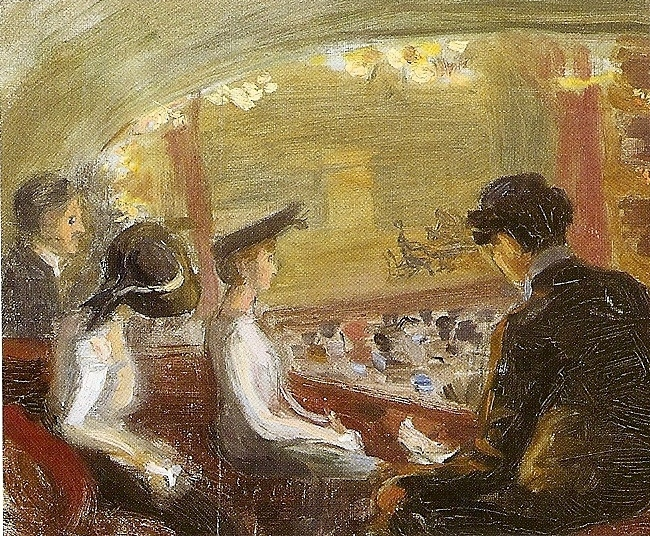
Concert d'Enric Granados al Liceu, c. 1911-1912
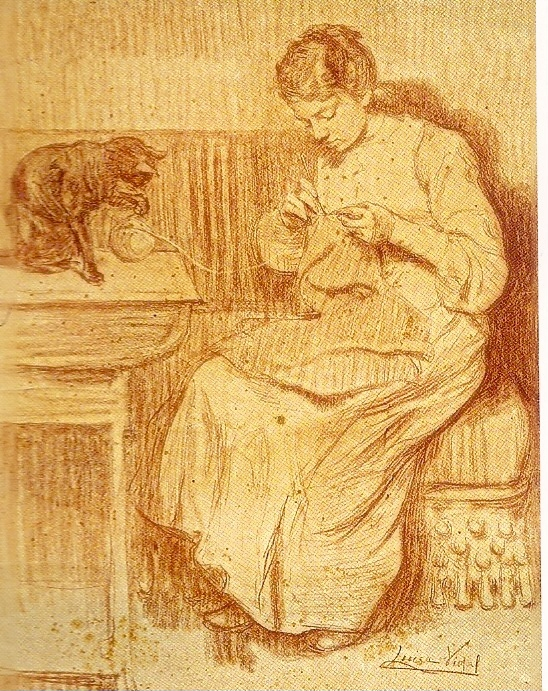
Sense títol, c. 1903. Sanguina sobre paper

Tenia un bon coneixement del món privat femení, en contrast amb el món exterior masculí, que també coneixia com a professional. A diferència de les tradicionals representacions domèstiques passives les imatges de Lluïsa solien estar involucrades d'una forma activa en les situacions.
Exemples d'aquesta expressió íntima són: Maternitat, La nena del gatet negre i Les mestresses de casa.
En algunes d'aquestes pintures podem veure espais tancats il·luminats des de fora, corredors amb finestres, interiors amb llum al fons o darrere la porta, balcons que semblen gàbies, jardins tancats, tot això podien ser metàfores de les barreres que tenien les dones d'aquell moment. Lluïsa coneix la producció dels autors “moderns” catalans, i la petjada de Rusiñol és present en els dos ambients que dominen l'escena d'aquest quadre. Josep Mirabent, que admirava el talent de Lluïsa, li va comprar el quadre Maternitat.

### Paisatges

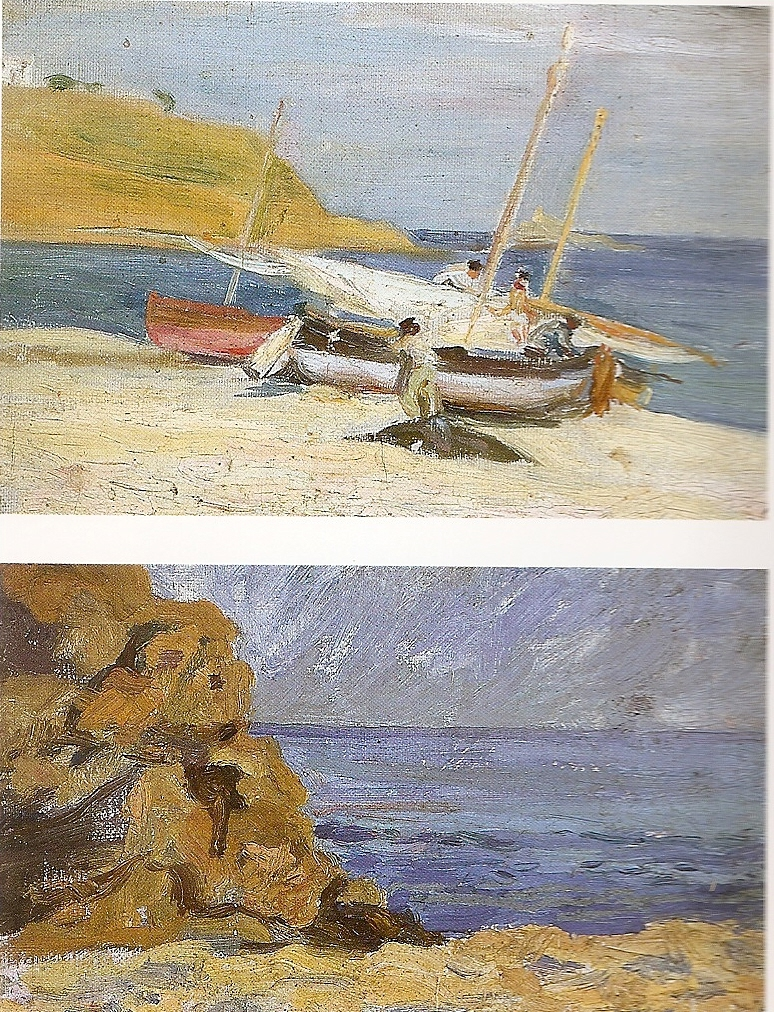
Marines, c. 1902-1908

A Lluïsa li agradava pintar a l'aire lliure. Viatjava i col·locava el seu cavallet a l'aire lliure. Va incloure aquests treballs en les exposicions. Va pintar platges de Sitges i Blanes entre d'altres, però també pintava boscos i altres paisatges. També va pintar a París sota un pont del Sena. La majoria d'aquestes obres, com moltes més de la pintora es troben a col·leccions particulars.

## Estil i tècnica
Simultaniejava tècniques diverses amb preferència de dibuixos a sanguina i olis.
En el conjunt de la seva obra, les pintures, els dibuixos i les il·lustracions mantenen una estreta relació. L'oli i el carbó van ser els seus mitjans preferits. La pintura de Lluïsa estava molt influïda pels mestres espanyols, però el modernisme era visible en els tons de la seva paleta, en l'ús de la transparència lluminosa, en els colors de fons i en l'elecció cada cop més freqüent de temes simbòlics. Dominava perfectament la tècnica preferida de les dones, l'aquarel·la, però no la inspirava, l'utilitzava més aviat per esbossos preparatoris dels quadres a l'oli.
Galeria de dibuixos a sanguina

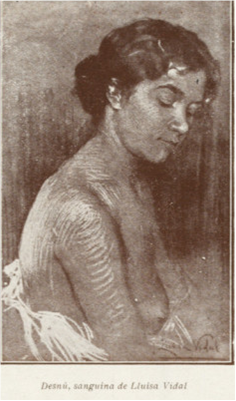
Nu, Publicat a la revista Feminal
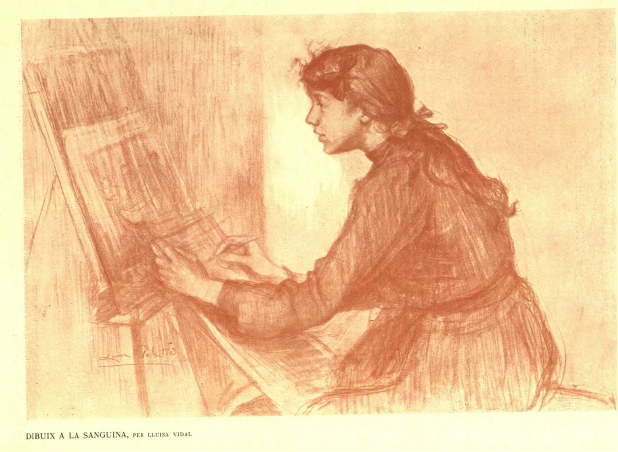
Nena dibuixant, Publicat a Pèl & Ploma al setembre de 1903
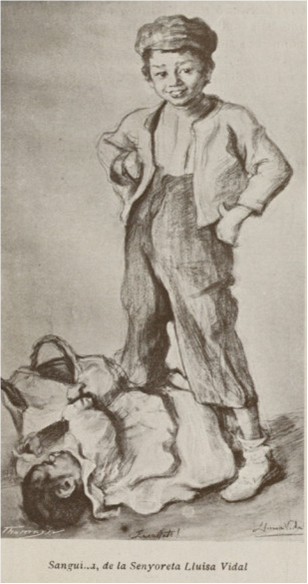
Sense títol, Publicat a la revista Feminal al febrer de 1908
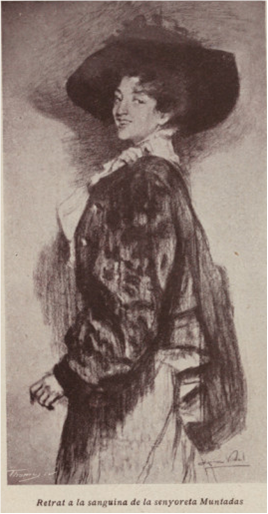
La senyoreta Muntades, Publicat a la revista Feminal al maig de 1909
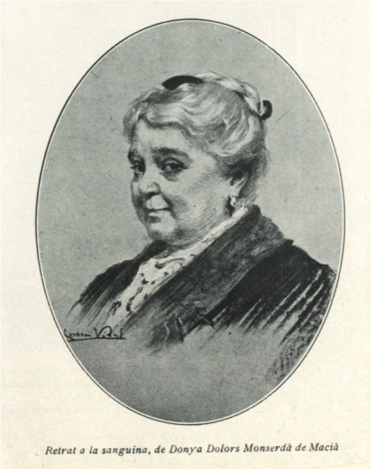
Dolors Monserdà, Publicat a la revista Feminal al juny de 1914
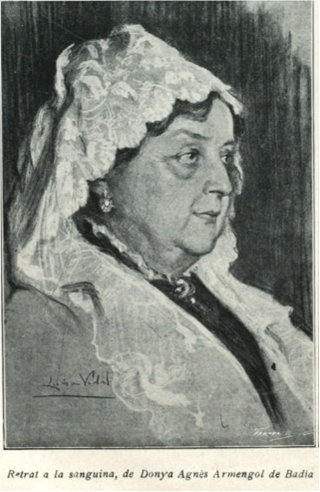
Agnès Armengol, Publicat a la revista Feminal al juny de 1914
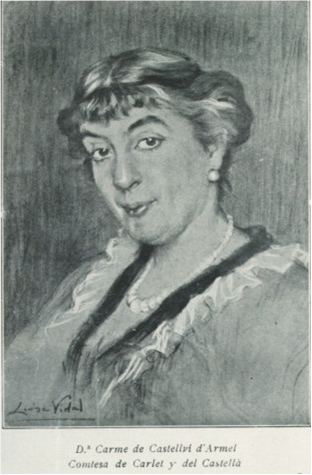
Carme de Castellvi, Publicat a la revista Feminal al juny de 1914
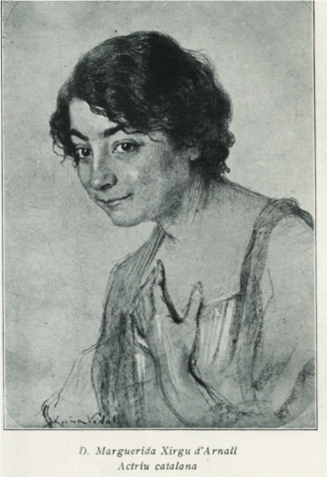
Marguerida Xirgú, Publicat a la revista Feminal al juny de 1914

## Exposicions
Cronologia d'exposicions
1898
- Els Quatre Gats, Barcelona
- Abril: IV Exposición de Bellas Artes e Industrias artísticas de Barcelona (Menció Honorífica).
- Novembre: Sala Parés, Barcelona.

1900
- Gener: XVI Exposición de Bellas Artes, Sala Parés.
- Març: Sala Parés.

1903
- Octubre: Sala Parés

1906
- Març: Sala Parés.
- Maig-Juny: Exposición Bellas Artes de Madrid (Menció Honorífica)

1907
- Manifestación Artística; Círculo Ecuestre, Barcelona.
- Maig: Sala Parés-Associació del Cercle de Sant Lluch.
- Juny: V Exposición Internacional de arte de Barcelona (Medalla de segona clase).

1908
- Gener: Tómbola de Beneficència de les Dones, Hotel Colón, Barcelona.
- Exposición de Autoretratos de Artistas Españoles, Barcelona.
- Manifestación de Obras de Pintores y Escultores Catalanes. Academia Provincial de Bellas Artes de Barcelona.

1909
- Maig: Sala Parés.

1910
- Març: Exposición de retratos y Dibujos Antiguos y Modernos, Barcelona.
- Abril: Sala Parés.
- Maig: Saló de les Arts y els Artistes, Faianç Català, Barcelona.
- Setembre: Exposición Celebración Centenaria de la Independencia de México, Ciutat de Mèxic.

1911
- Gener: primera Exposició del Treball de la Dona Catalana, Barcelona.
- Febrer: Tómbola de Beneficència Casellas, Faianç Català.
- Maig: VI Exposición Internacional de Arte de Barcelona (Medalla de tercera clase).
- Abril: Sala Parés, Barcelona.[46]

1912
- Maig: Exposición de Bellas Artes, Madrid.

1914
- Juny: Sala Parés.

1915
- Exposición Nacional de Pintura, Escultura y Arquitectura, Madrid.

1916
- Febrer: Festa artística pacifista, Barcelona.
- Octubre: Homenatge a Pepita Teixidor, Sala Parés.

1919
- Octubre: Exposició Homenatge Retrospectiva Lluïsa Vidal, Sala Parés.

1920
- Juny: Tómbola Homenatge a Mariano Fortuny. Barcelona.

1933
- I Salon Mirador 100 Anys de Retrat Femení, Barcelona.

1966
- Exposició d'Il·lustració Catalana, Sala Parés.

1975
- Maig: Exposició 6 Pintores Catalanes, Acadèmia de Belles Arts de Sabadell.

1989
- Exposició Modernista a Estocolm, Suècia.

1999
- Octubre: Exposición Modernismo Catalán, Caixa de Vigo y de Ourense. A Coruña.

2016
- setembre - gener: Lluïsa Vidal. Pintora del Modernisme, Museu Nacional d'Art de Catalunya.[47]

## Llegat
Malgrat el seu singular enfocament del modernisme, la seva visió femenina i de cronista del seu temps, i a pesar de ser considerada la més dotada de les pintores catalanes, Lluïsa Vidal desapareixeria pràcticament del mapa artístic com si no hagués existit mai. Després de la seva mort la contribució de la pintora al modernisme català es va esborrar de la història de l'art de Catalunya i la seva obra va caure en l'oblit.
La família va organitzar un homenatge retrospectiu a la Sala Parés després d'un any de la seva mort a l'octubre de 1919. Des d'aquell moment només es va exposar una petita part de la seva obra en quatre ocasions, la darrera el 1975, fins que el Museu Nacional d'Art de Catalunya va presentar-ne una exposició retrospectiva al 2016.

### Obra en museus i col·leccions[47]
- Museu Nacional d'Art de Catalunya
- Col·lecció Vidal-Ordeig
- Col·lecció Armengol-Junyent
- Vinseum. Museu de les Cultures del Vi de Catalunya
- Museu Pau Casals
- Biblioteca Francesca Bonnemaison[49]